# Discographie de John Williams
Cet article présente la discographie du compositeur et chef d'orchestre américain John Williams.
John Williams, anciennement crédité sous le nom de Johnny Williams, a commencé sa carrière en tant que pianiste de jazz et musicien de studio avant de se lancer dans la composition pour la télévision et le cinéma. Tout au long de sa carrière, il a dirigé ses propres œuvres chaque fois que cela était possible.
La carrière de John Williams s'étend sur plus de soixante-cinq ans au cours desquels il a remporté quatre Oscars du cinéma dans la catégorie Meilleure musique de film (Les Dents de la mer, Star Wars, E.T. l'extra-terrestre, La Liste de Schindler) ainsi qu'un Oscar pour la Meilleure adaptation musicale (Un violon sur le toit). Il a également remporté quatre Golden Globes, sept British Academy Film Awards (BAFA), 23 Grammy Awards et reçu plusieurs disques d'or et de platine,.
Cet article répertorie tous les enregistrements de John Williams réalisés avec les plus grands ensembles qu'il a dirigés pendant sa carrière, tels que le London Symphony Orchestra ainsi que le Boston Pops Orchestra, dont il a été le directeur de 1980 à 1993. Il comporte également une section complémentaire dédiée à sa discographie en tant que compositeur, qui regroupe plusieurs œuvres qu'il n'a pas enregistrées lui-même.
Pour la liste complète de toutes ses compositions, veuillez consulter la Liste complète des œuvres de John Williams (en).
Bien que des efforts soient faits pour maintenir cet article à jour, il est important de souligner que la version anglaise peut être plus récente. Étant donné que la discographie de John Williams est sujette à des mises à jour régulières avec de nouvelles sorties d'albums et de nouvelles collaborations, il est conseillé de consulter également la version anglaise pour obtenir les informations les plus récentes et complètes sur sa discographie.

## Albums studio
| Année | Album | Étiquette                             | Notes |
| ----- | --- | ------------------------------------- | --- |
| 1957  | The John Towner Touch | Kapp                                  | John Towner Williams, piano; Réédité en 2006 dans la compilation Jazz Beginnings, Fresh Sound Records. |
| 1957  | World on a String | Bethlehem                             | John Williams, piano et arrangements; Réédité en 1984 "The John Williams Band Plays the Music of Harold Arlen", Discovery Records; Réédité en 1986, Discovery records; Réédité en 2006 dans la compilation Jazz Beginnings, Fresh Sound Records; Réédité en 2015, Bethlehem Records. |
| 1957  | The Johnny Williams Orchestra Plays Sounds from Screen Spectaculars                                                                            | Craftsmen                             | John Williams, arr., direction et piano; Hollywood Grand Studio Orchestra; Réédité en 1958 Bigs Hits from Columbia Pictures, Tops; Réédité en 1958 Bigs Hits from Columbia Pictures, Golden Tone, 8 tracks, Stereo; Réédité en 1958 Bigs Hits from Columbia Pictures, Mayfair, 10 tracks, Stereo; Réédité en 1996 Movie Memories [Big Hits], Simitar/Pickwick, 10 tracks, Stereo. |
| 1960  | Checkmate [Original Music from The CBS-TV Show]                                                                                                | Columbia                              | Réenregistrement; Composé et dirigé par John Williams; Aussi édité en 1960, Columbia, Stereo; Réédité en 2006 dans la compilation Checkmate/Rhythm in Motion, Film Score Monthly |
| 1961  | Rhythm in Motion | Columbia                              | Conducted by Johnny Williams; Aussi édité en 1961, Columbia, Stereo; Réédité dans la compilation de 2006 Checkmate/Rhythm in Motion, Film Score Monthly; |
| 1963  | Diamond Head [Music From The Motion Picture]                                                                                                   | Colpix Records                        | Réenregistrement; Composé et dirigé par John Williams, à l'exception du thème principal composé par Hugo Winterhalter; Aussi édité en 1963, Colpix Records, Stereo; Réédité dans la compilation de 2006 Diamond Head/Gone With the Wave, Film Score Monthly. |
| 1966  | How To Steal A Million [Original Motion Picture Score]                                                                                         | 20th Century Fox Records              | Réenregistrement; Composé et dirigé par John Williams; Aussi édité en 1966, 20th Century Fox Records, Stereo; Réédité en 2008 How to Steal a Million/Bachelor Flat, Intrada Special Collection. |
| 1966  | Not With My Wife, You Don't! [Original Motion Picture Soundtrack Album]                                                                        | Warner Bros. Records                  | Réenregistrement; Composé et dirigé par John Williams; Aussi édité en 1966, Warner Bros. Records, Stereo; Réédité en 2006, Film Score Monthly. |
| 1966  | Penelope [Original Music From The MGM Film] | MGM Records                           | Réenregistrement; Composé et dirigé par John Williams; Aussi édité en 1966, MGM Records, Stereo; Réédité en 2004 dans la compilation Penelope/Bachelor in Paradise, Film Score Monthly. |
| 1967  | Fitzwilly [Original Motion Picture Score] | United Artists Records                | Réenregistrement; Composé et dirigé par John Williams; Aussi édité en 1967, United Artists Records, Stereo; Réédité dans la compilation de 2004 Fitzwilly/The Long Goodbye, Varèse Sarabande CD Club. |
| 1967  | Valley of the Dolls [Music From The Motion Picture Soundtrack]                                                                                 | 20th Century Fox Records              | Chansons de Dory et André Previn; Musique composée, adaptée et dirigée par John Williams; Aussi édité en 1967, 20th Century Fox Records, Stereo; Réédité en 1998, Polygram; Réédité pour téléchargement numérique en 2017, UMG Recordings |
| 1968  | Heidi [Original Soundtrack Recording] | Capitol                               | Composé et dirigé par John Williams. |
| 1969  | Goodbye, Mr. Chips [Original Motion Picture Soundtrack]                                                                                        | MGM Records                           | Musique et paroles par Leslie Bricusse; Supervision et direction : John Williams; Également paru pour promo en 1969, contenant quelques versions alternatives. |
| 1969  | The Reivers [Original Score] | Columbia                              | Composé et dirigé par John Williams; Réédité en 1990, Masters Film Music/Canada. |
| 1971  | Jane Eyre [Music From The Omnibus/Sagittarius Production]                                                                                      | Capitol                               | Composé et dirigé par John Williams; Réédité en 2012, La-La Land Records. |
| 1971  | Fiddler On The Roof [Original Motion Picture Soundtrack Recording]                                                                             | United Artists                        | Solos de violon par Isaac Stern; Musique par Jerry Bock; Adapt. et direction : John Williams; Réédité en 1984, EMI. |
| 1972  | Images [The Original Sound Track Recording] | Hemdale Music/BMI                     | Promo; Percussions : Stomu Yamashta. Composé et dirigé par John Williams; Réédité en 2007, Prometheus/Belgique; Réédité pour téléchargement numérique en 2012, BSX Records. |
| 1973  | Tom Sawyer [Original Motion Picture Soundtrack]                                                                                                | United Artists                        | Musique et paroles par Richard M. et Robert B. Sherman; Arr. et direction : John Williams. |
| 1973  | Cinderella Liberty [Original Motion Picture Soundtrack]                                                                                        | 20th Century Records                  | Composé et dirigé par John Williams; Solos d'harmonica par Toots Thielemans; Réédité en 2008, Intrada Special Collection. |
| 1974  | Earthquake [Music From The Original Motion Picture Soundtrack]                                                                                 | MCA Records                           | Réenregistrement; Composé et dirigé par John Williams; Réédité en 1990, Varèse Sarabande. |
| 1974  | The Towering Inferno [Original Motion Picture Soundtrack]                                                                                      | Warner Bros. Records                  | Composé et dirigé par John Williams; Réédité pour téléchargement numérique en 2014, Rhino. |
| 1975  | The Eiger Sanction [Music From The Original Motion Picture Soundtrack]                                                                         | MCA Records                           | Composé et dirigé par John Williams; Réédité en 1991, Varèse Sarabande. |
| 1975  | Jaws [Music From The Original Motion Picture Soundtrack]                                                                                       | MCA Records                           | Réenregistrement; Composé, dirigé et produit par John Williams; Reparu en 1975, MCA Records; Réédité en 1980, MCA Records; Réédité en 1992, MCA Records; Réédité en simple LP 2015, Geffen Records; Réédité pour téléchargement numérique en 2015, Geffen Records. |
| 1976  | The Missouri Breaks [Original MGM Motion Picture Soundtrack]                                                                                   | United Artists                        | Réenregistrement; Composé et dirigé par John Williams. |
| 1977  | Star Wars [Original Motion Picture Soundtrack]                                                                                                 | 20th Century Records                  | 2 LP; Composé et dirigé par John Williams; Reparu en 1977, 20th Century Records; Réédité en 1977, RSO; Réédité en 1986, Polydor; Réédité en 2016 sur 2 LP "Limited Edition Gold Vinyl", Sony; Réédité en 2016 sur 2 LP "Limited Edition Picture Disc", Super Deluxe Edition; Réédité pour téléchargement numérique en 2017, Walt Disney Records; Réédité en 2017 sur 3 LP "Star Wars: A New Hope 40th Anniversary Box Set", Walt Disney Records; Réédité en 2018, Walt Disney Records, remastérisé. |
| 1977  | Close Encounters Of The Third Kind [Original Motion Picture Soundtrack]                                                                        | Arista                                | Composé, dirigé et produit par John Williams; Également paru pour promo avec un 45 tours complémentaire, Arista; Reparu en 1977, Arista; Reparu en 1977, Arista; Réédité en 1988, Arista Records; Réédité en 1990, Varèse Sarabande; Réédité DVD-Audio en 2004, Classic Records; Réédité en SACD en 2015, Audio Fidelity. |
| 1978  | The Fury [Original Soundtrack Recording] | Arista                                | Réenregistrement; Composé, dirigé et produit par John Williams; Également paru pour promo en 1978, Arista; Réédité en 1990, Varèse Sarabande. |
| 1978  | Jaws 2 [The Original Motion Picture Soundtrack]                                                                                                | MCA Records                           | Composé, dirigé et produit par John Williams; Réédité en 1990, Varèse Sarabande; Réédité pour téléchargement numérique en 2015, Geffen. |
| 1978  | Superman: The Movie [Original Sound Track] | Warner Bros. Records                  | 2 LP; Composé, dirigé et produit par John Williams; Réédité partiellement en 1987, Warner Bros. Records; Réédité en 1990, Warner Bros. Records/Japon. |
| 1979  | Dracula [Original Motion Picture Soundtrack]                                                                                                   | MCA Records                           | Composé, dirigé et produit par John Williams; Réédité en 1990, Varèse Sarabande. |
| 1979  | 1941 [Original Motion Picture Soundtrack] | Arista Records                        | Composé, dirigé et produit par John Williams; Réédité en 1990, Bay Cities; Réédité en 1997, Varèse Sarabande. |
| 1980  | Boston Pops: Pops in Space | Philips                               | Réédité en 1985, Philips. |
| 1980  | Boston Pops: Pops on the March | Philips                               | Réédité en 1985, Philips. |
| 1980  | Star Wars: The Empire Strikes Back [The Original Soundtrack From The Motion Picture]                                                           | RSO                                   | 2 LP; Composé et dirigé par John Williams; Réédité en 1980, Polydor; Réédité partiellement pour promo en 1980, RSO; Réédité partiellement en 1985, Polydor; Réédité en 2016 2 LP "Limited Edition Gold Vinyl", Sony; Réédité pour téléchargement numérique en 2017, Walt Disney Records; Réédité en 2018, Walt Disney Records, remastérisé. |
| 1981  | Boston Pops: That's Entertainment | Philips                               | Réédité en 1985, Philips. |
| 1981  | Boston Pops: We Wish You A Merry Christmas | Philips                               | Réédité en 1985, Philips; Réédité pour téléchargement numérique en 2014, Decca. |
| 1981  | Raiders Of The Lost Ark [Original Motion Picture Soundtrack]                                                                                   | Columbia                              | Composé, dirigé et produit par John Williams; Réédité en 1981, Polydor; Réédité en 1985, Polydor/Allemagne. |
| 1982  | Boston Pops: Pops Around The World – Digital Overtures                                                                                         | Philips                               | Reparu en 1982, Philips. |
| 1982  | Boston Pops: Aisle Seat – Great Film Music | Philips                               | Reparu en 1983, Philips; Réédité pour téléchargement numérique en 2014, Decca. |
| 1982  | E.T.: The Extra-Terrestrial [Music From The Original Motion Picture Soundtrack]                                                                | MCA Records                           | Principalement des arrangements en suite de la musique du film (pas un réenregistrement); Composé et dirigé par John Williams; Reparu en 1982, MCA Records, Picture Disc; Reparu en 1982, MCA Records Audiophile; Réédité en 1985, MCA Records/Japon; Réédité deux fois en 1987 avec deux pochettes différentes, MCA Records; Réédité en simple LP en 2015, Geffen Records; Réédité pour téléchargement numérique en 2015, Geffen Records; Réédité en 2017 "E.T. The Extra - Terrestrial: 35th Anniversary Limited Edition [4K Ultra HD + Blu-ray + Digital HD + CD]", Universal Studios Home Entertainment, Remastérisé. |
| 1982  | Monsignor [From The 20th Century Film] | Casablanca                            | Composé, dirigé et produit par John Williams; Réédité en 2007, Intrada Special Collection. |
| 1983  | Boston Pops: Out of this World | Philips                               | Reparu en 1983, Philips; Réédité pour téléchargement numérique en 2014, Decca. |
| 1983  | Star Wars: Return Of The Jedi [The Original Motion Picture Soundtrack]                                                                         | RSO                                   | Composé et dirigé par John Williams; Reparu en 1983, RSO; Réédité en 1983, Polydor; Réédité en 1986, Polydor; Réédité en 2016 "Limited Edition Gold Vinyl", Sony; Réédité pour téléchargement numérique en 2017, Walt Disney Records; Réédité en 2018, Walt Disney Records, remastérisé. |
| 1984  | Boston Pops: On Stage | Philips Classics                      | Reparu en 1984, Philips Classics. |
| 1984  | Boston Pops: Peter and the Wolf/Nutcracker Suite                                                                                               | Philips Classics                      | Narration par Dudley Moore (US); Éditions internationales : narration par Christoph Rueger (DE) (couplé avec Le Carnaval des Animaux, dir. André Previn), narration par Terry Wogan (GB), narration par Leoni Jansen (NL), narration par Pierre Perret (F), narration par Stephan Remmler (de) (D); Réédité pour téléchargement numérique en 2014 (Dudley Moore, Terry Wogan), Decca |
| 1984  | Indiana Jones And The Temple Of Doom [The Original Motion Picture Soundtrack]                                                                  | Polydor                               | Composé, dirigé et produit par John Williams; Reparu en 1984, Polydor; Réédité en 1985, Polydor. |
| 1984  | The River [Original Soundtrack Recording] | MCA Records                           | Composé, dirigé et produit par John Williams; Réédité en 1991, Varèse Sarabande. |
| 1985  | Boston Pops: Swing, Swing, Swing | Philips Classics                      | Reparu en 1985, Philips Digital Classics. |
| 1985  | Boston Pops: America, The Dream Goes On | Philips Classics                      | Reparu en 1985, Philips; Réédité pour téléchargement numérique en 2014, Decca. |
| 1986  | Boston Pops: Bernstein by Boston | Philips Classics                      | Reparu en 1986, Philips; Réédité pour téléchargement numérique en 2014, Decca. |
| 1986  | SpaceCamp [Original Motion Picture Soundtrack]                                                                                                 | RCA Victor                            | Composé et dirigé par John Williams; Réédité en 2010, Intrada, Special Collection; Réédité en 2014, Intrada. |
| 1987  | Boston Pops: Pops in Love | Philips Classics                      | Reparu en 1987, Philips; Réédité pour téléchargement numérique en 2014, Decca. |
| 1987  | Boston Pops: Holst – The Planets | Philips Classics                      | Reparu en 1987, Philips; Réédité pour téléchargement numérique en 2014, Decca. |
| 1987  | The Witches Of Eastwick [Original Motion Picture Soundtrack]                                                                                   | Warner Bros. Records                  | Composé, dirigé et produit par John Williams; Reparu en 1987, Warner Bros. Records; Réédité en 2006, Collectors' Choice Music; Réédité en 2012, Perseverance Records. |
| 1987  | Empire Of The Sun [Original Motion Picture Soundtrack]                                                                                         | Warner Bros. Records                  | Composé, dirigé et produit par John Williams ; chœur dirigé par Janine Wagner ; reparu en 1987, Warner Bros. Records ; réédité en 1987, Warner Bros. Records. |
| 1988  | Boston Pops: Digital Jukebox | Philips Classics                      | Reparu en 1988, Philips. |
| 1988  | The Accidental Tourist [Original Motion Picture Soundtrack]                                                                                    | Warner Bros. Records                  | Composé, dirigé et produit par John Williams; Reparu en 1989, Warner Bros. Records; Réédité en 2008, Film Score Monthly; Réédité pour téléchargement numérique en 2016, Rhino/Warner Bros. |
| 1989  | Boston Pops: Pops Britannia | Philips Classics                      | Réédité pour téléchargement numérique en 2014, Decca. |
| 1989  | Boston Pops: Salute to Hollywood | Philips Classics                      | |
| 1989  | Indiana Jones And The Last Crusade [Original Motion Picture Soundtrack]                                                                        | Warner Bros. Records                  | Composé, dirigé et produit par John Williams; Également paru pour promo en 1989, Warner Bros. Records. |
| 1989  | Born on the Fourth of July [Motion Picture Soundtrack Album]                                                                                   | MCA Records                           | Composé, dirigé et produit par John Williams; Reparu en 1989, MCA Records. |
| 1990  | Always [Motion Picture Soundtrack Album] | MCA Records                           | Composé, dirigé et produit par John Williams; Reparu en 1990, MCA Records. |
| 1990  | Boston Pops: Pops a la Russe | Philips, Japon                        | Réédité pour téléchargement numérique en 2014, Decca. |
| 1990  | Boston Pops: Pops by George – The Music Of Gershwin                                                                                            | Philips                               | Misha Dichter, piano; Reparu en 1990 "Pops by Gershwin", Philips. |
| 1990  | Boston Pops: Music of the Night | Sony Classical                        | |
| 1990  | John Williams conducts John Williams – The Star Wars Trilogy                                                                                   | Sony Classical                        | Nouveaux enregistrements; Composé et dirigé par John Williams. |
| 1990  | Stanley & Iris [Original Motion Picture Soundtrack]                                                                                            | Varèse Sarabande                      | Composé et dirigé par John Williams; Reparu en 1990, Varèse Sarabande. |
| 1990  | Presumed Innocent [Original Motion Picture Soundtrack]                                                                                         | Colosseum VSD                         | Composé, dirigé et produit par John Williams; Reparu en 1990, Varèse Sarabande. |
| 1990  | Home Alone [Original Motion Picture Soundtrack]                                                                                                | CBS                                   | Composé, dirigé et produit par John Williams; Réédité en 2015 Home Alone 25th anniversary Edition, Sony; Réédité en double LP en 2015 (deux modèles différents), Mondo Records. |
| 1991  | Boston Pops: The Spielberg/Williams Collaboration                                                                                              | Sony Classical                        | Composé et dirigé par John Williams; Thème de Sugarland Express: Toots Thielemans, harmonica; Réédité en 2009 X2: The Spielberg/Williams Collaboration / The Hollywood Sound, Sony Music Distribution. |
| 1991  | Boston Pops: I Love A Parade | Sony Classical                        | |
| 1991  | Hook [Original Motion Picture Soundtrack] | Epic Records                          | Composé, dirigé et produit par John Williams; Reparu en 1991, Epic Soundtrax. |
| 1991  | JFK [Original Motion Picture Soundtrack] | Elektra                               | Composé et dirigé par John Williams. |
| 1992  | Boston Pops: The Green Album | Sony Classical                        | |
| 1992  | Boston Pops: Joy To The World | Sony Classical                        | |
| 1992  | Far And Away [Original Motion Picture Soundtrack]                                                                                              | MCA Records                           | Composé, dirigé et produit par John Williams. |
| 1992  | Home Alone 2 – Lost in New York [Original Soundtrack Album]                                                                                    | Fox Records                           | Composé, dirigé et produit par John Williams. |
| 1993  | Boston Pops: Night and Day – Celebrate Sinatra                                                                                                 | Sony Classical                        | |
| 1993  | Boston Pops: Unforgettable | Sony Classical                        | |
| 1993  | Jurassic Park [Original Motion Picture Soundtrack]                                                                                             | MCA Records                           | Composé et produit par John Williams; Co-dirigé par John Williams et Artie Kane (non crédité); Reparu en 1993 with Picture Disc, MCA Records; Reissued for digital download in 2013, Geffen; Réédité en double LP en 2014 (deux modèles différents), Mondo Records; Réimprimé en 2015, Mondo Records. |
| 1993  | Schindler's List [Music From The Original Motion Picture Soundtrack]                                                                           | MCA Records                           | Solos de violon par Itzhak Perlman; Composé et dirigé par John Williams; Réédité en 1995 CD Or 24k, Remastérisé, MCA Records; Réédité en K2 HD CD en 2016, MCA Records/Japon |
| 1994  | Boston Pops: Music For Stage And Screen | Sony Classical                        | The Reivers : narration par Burgess Meredith. |
| 1994  | Boston Pops: It Don't Mean A Thing If It Ain't Got That Swing!                                                                                 | Sony Classical                        | Avec la participation de Nancy Wilson |
| 1994  | The Cowboys [Original Motion Picture Soundtrack] (1972)                                                                                        | Varèse Sarabande                      | BO inédite; Composé et dirigé par John Williams; Réédité pour téléchargement numérique en 2014, Varèse Sarabande. |
| 1995  | Boston Pops: Williams on Williams – Classic Spielberg Scores                                                                                   | Sony Classical                        | Composé et dirigé par John Williams. |
| 1995  | Sabrina [Original Motion Picture Soundtrack]                                                                                                   | A&M Records                           | Composé et dirigé par John Williams. |
| 1995  | Nixon [Original Motion Picture Soundtrack] | Illusion Records/Hollywood Records    | Composé, dirigé et produit par John Williams; Également paru pour promo en 1995 'For Your Consideration'. |
| 1996  | Boston Pops: Summon the Heroes | Sony Classical                        | Aussi réédité sous le nom « The Sound Of Glory » en Europe, Sony Classical. |
| 1996  | E.T.: The Extra-Terrestrial [Original Motion Picture Soundtrack] (1982)                                                                        | MCA Records                           | Première représentation de la BO, comme elle contient très peu de matériel déjà paru sur l'album de 1982; Composé et dirigé par John Williams. |
| 1996  | Sleepers [Original Motion Picture Soundtrack]                                                                                                  | Philips                               | Composé, dirigé et produit par John Williams. |
| 1997  | Rosewood [Music From The Motion Picture] | Sony Classical                        | Composé, dirigé et produit par John Williams. |
| 1997  | The Lost World: Jurassic Park [Original Motion Picture Score]                                                                                  | MCA Records                           | Composé, dirigé et produit par John Williams; Réédité pour téléchargement numérique en 2012, Geffen. |
| 1997  | Seven Years In Tibet [Original Motion Picture Soundtrack]                                                                                      | Mandalay Records                      | Solos de violoncelle par Yo-Yo Ma; Composé, dirigé et produit par John Williams; Réédité en 2016 2 LP, Music On Vinyl |
| 1997  | Amistad [Original Motion Picture Soundtrack]                                                                                                   | Dreamworks                            | Composé, dirigé et produit par John Williams; Réédité pour téléchargement numérique en 2014, Geffen. |
| 1997  | Lost in Space, Vol. 1 [Original Television Soundtrack] (1965)                                                                                  | GNP Crescendo                         | BO inédite; Composé et dirigé par John Williams. |
| 1997  | The Five Sacred Trees | Sony Classical                        | London Symphony Orchestra avec Judith LeClair. |
| 1997  | The Hollywood Sound | Sony Classical                        | London Symphony Orchestra avec Grover Washington, jr; Réédité en 2009 X2: The Spielberg/Williams Collaboration / The Hollywood Sound, Sony Music Distribution. |
| 1998  | Saving Private Ryan [Music From The Original Motion Picture Soundtrack]                                                                        | DreamWorks                            | Composé, dirigé et produit par John Williams; Réédité pour téléchargement numérique en 2014, Geffen. |
| 1998  | Stepmom | Sony Classical/Soundtrax              | BO du film; Solos de guitare par Christopher Parkening; Composé, dirigé et produit par John Williams; Également paru pour promo en 1998 'For Your Consideration', HDCD. |
| 1998  | The Poseidon Adventure/The Paper Chase [Original Motion Picture Soundtrack] (1972/1973)                                                        | Film Score Monthly                    | BO inédites; Inclus également le thème principal inédit de Conrack (1974); Composé et dirigé par John Williams. |
| 1999  | Star Wars: Episode I – The Phantom Menace [Original Motion Picture Soundtrack]                                                                 | Sony Classical                        | Composé, dirigé et produit par John Williams; Promo CD "John Williams Interview for Radio" édité en 1999, Sony Classical; Réédité en 2015 2 LP, I Am Shark; Réédité pour téléchargement numérique en 2017, Walt Disney Records; Réédité en 2018, Walt Disney Records, remastérisé. |
| 1999  | Angela's Ashes [Music From The Motion Picture]                                                                                                 | Sony Classical                        | Narration par Andrew Bennett; Composé, dirigé et produit par John Williams; Également paru pour promo en 1999 'For Your Consideration', mais sans la narration d'Andrew Bennett, Sony Classical; Également paru en Europe en 1999, sans la narration d'Andrew Bennett, Decca. |
| 2000  | Jaws [The Collector's Edition Soundtrack] (1975)                                                                                               | Decca                                 | Anniversary Collector's Edition, BO inédite; Composé et dirigé par John Williams. |
| 2000  | A Guide For The Married Man [Original Motion Picture Soundtrack] (1967)                                                                        | Film Score Monthly                    | BO inédite; Composé et dirigé par John Williams. |
| 2000  | The Patriot [Original Motion Picture Score] | Centropolis Records/Hollywood Records | Composé, dirigé et produit par John Williams. |
| 2001  | Heartbeeps [Original Motion Picture Soundtrack] (1981)                                                                                         | Varèse Sarabande CD Club              | BO inédite; Composé et dirigé par John Williams; Réédité pour téléchargement numérique en 2014, Varèse Sarabande. |
| 2001  | A.I. Artificial Intelligence [Music From The Motion Picture]                                                                                   | Warner Sunset/Warner Bros. Records    | Également paru pour promo en version 2 CD (2001) ainsi qu'en CD promo 'For Your Consideration' pour les membres de l'Académie qui décerne les Oscars (2001); Composé, dirigé et produit par John Williams. |
| 2001  | Harry Potter and the Sorcerer's Stone [Original Motion Picture Soundtrack]                                                                     | Warner Sunset/Nonesuch/Atlantic       | Composé, dirigé et produit par John Williams; Également paru pour promo en 2001 'For Your Consideration'; Réédité pour téléchargement numérique en 2005, atlantic Records; Réédité sur 2 LP en 2018, Nonesuch/Warner Sunset Records |
| 2001  | John Goldfarb, Please Come Home [Original Motion Picture Soundtrack] (1965)                                                                    | Film Score Monthly                    | BO inédite; Composé et dirigé par John Williams. |
| 2001  | Treesong | Deutsche Grammophon                   | Boston Symphony Orchestra avec Gil Shaham; Réédité pour téléchargement numérique en 2005, Deutsche Grammophon |
| 2002  | Star Wars: Episode II – Attack of the Clones [Original Motion Picture Soundtrack]                                                              | Sony Classical                        | Composé, dirigé et produit par John Williams; Promo CD "John Williams: Jedi Maestro" édité en 2002, Sony Classical; Réédité en 2016 2 LP, I Am Shark; Réédité pour téléchargement numérique en 2017, Walt Disney Records; Réédité en 2018, Walt Disney Records, remastérisé. |
| 2002  | Minority Report [Original Motion Picture Score]                                                                                                | DreamWorks                            | Composé, dirigé et produit par John Williams; Réédité pour téléchargement numérique en 2014, Geffen. |
| 2002  | Catch Me If You Can [Music From The Motion Picture]                                                                                            | DreamWorks                            | Composé, dirigé et produit par John Williams; Également paru pour promo en 2002 'For Your Consideration'; Réédité pour téléchargement numérique en 2014, Geffen. |
| 2002  | American Journey: Winter Olympics 2002 | Sony Classical                        | Éditions internationales sous le titre Call of the Champions; Un CD promo a été édité, contenant des versions radio et une interview avec John Williams (2002). |
| 2002  | The Fury (1978) | Varèse Sarabande CD Club              | The Deluxe Edition 2 CD, BO inédite, ainsi qu'une version remasterisée de l'album original enregistré avec le London Symphony Orchestra; Composé et dirigé par John Williams. |
| 2002  | The Man Who Loved Cat Dancing [Original Motion Picture Soundtrack] (1973)                                                                      | Film Score Monthly                    | BO inédite; Composé et dirigé par John Williams. |
| 2004  | Harry Potter And The Prisoner Of Azkaban [Original Motion Picture Soundtrack]                                                                  | Warner Sunset/Nonesuch/Atlantic       | Composé, dirigé et produit par John Williams; Également paru pour promo en 2004 'For Your Consideration'; Réédité pour téléchargement numérique en 2005, atlantic Records; Réédité sur 2 LP en 2018, Nonesuch/Warner Sunset Records |
| 2004  | The Terminal [Original Motion Picture Soundtrack]                                                                                              | Decca                                 | Composé, dirigé et produit par John Williams; Également paru pour promo en 2004 'For Your Consideration'. |
| 2004  | Fitzwilly/The Long Goodbye [Original Motion Picture Soundtrack] (1973)                                                                         | Varèse Sarabande CD Club              | The Long Goodbye : BO inédite; Composé et dirigé par John Williams. |
| 2004  | Penelope/Bachelor in Paradise [Original Motion Picture Soundtrack] (1966/1961)                                                                 | Film Score Monthly                    | BO inédites; Penelope : Composé et dirigé par John Williams. |
| 2005  | Star Wars: Episode III – Revenge Of The Sith [Original Motion Picture Soundtrack]                                                              | Sony Classical                        | Composé, dirigé et produit par John Williams; Réédité en 2016 2 LP, I Am Shark; Réédité pour téléchargement numérique en 2017, Walt Disney Records; Réédité en 2018, Walt Disney Records, remastérisé. |
| 2005  | War Of The Worlds [Music From The Motion Picture]                                                                                              | Decca/Universal                       | Composé, dirigé et produit par John Williams; Également paru pour promo en 2005 'For Your Consideration'. |
| 2005  | Memoirs Of A Geisha [Original Motion Picture Soundtrack]                                                                                       | Sony Classical                        | Solos de violoncelle par Yo-Yo Ma, solos de violon par Itzhak Perlman; Également paru pour promo en 2005 'For Your Consideration'; Composé et dirigé par John Williams; Réédité en 2012, Sony Classical, Remasterisé; Réédité en double LP en 2016, Music On Vinyl. |
| 2005  | Munich [Original Motion Picture Soundtrack] | Decca Classics                        | Composé, dirigé et produit par John Williams; Également paru pour promo en 2005 'For Your Consideration'. |
| 2005  | Jericho/The Ghostbreaker [Original Television Soundtrack] (1966/1965)                                                                          | Film Score Monthly                    | BO inédites; The Ghostbreaker : Composé et dirigé par John Williams. |
| 2008  | How to Steal a Million/Bachelor Flat (1966/1962)                                                                                               | Intrada Special Collection            | 2 CD, BO inédites; Composé et dirigé par John Williams. |
| 2008  | Indiana Jones And The Kingdom Of The Crystal Skull [Original Motion Picture Soundtrack]                                                        | Concord Records                       | Composé, dirigé et produit par John Williams. |
| 2010  | Black Sunday [Music From The Motion Picture] (1977)                                                                                            | Film Score Monthly                    | BO inédite; Réédité en double LP en 2015, Mondo Records; Réédité pour téléchargement numérique en 2016, La-La Land Records. |
| 2010  | Family Plot (1976) | Varèse Sarabande CD Club              | BO inédite; Composé et dirigé par John Williams. |
| 2011  | Midway [Original Motion Picture Soundtrack] (1976)                                                                                             | Varèse Sarabande CD Club              | BO inédite; Composé par John Williams; Co-dirigé par John Williams et Robert O. Ragland. |
| 2011  | Not With My Wife, You Don't, Vol. 2 — Original Soundtrack (1966)                                                                               | Film Score Monthly                    | BO inédite; Composé et dirigé par John Williams. |
| 2011  | Nightwatch/Killer by Night [Original Television Soundtrack] (1965/1972)                                                                        | Film Score Monthly                    | BO inédites; Nightwatch : Composé et dirigé par John Williams. |
| 2011  | The Adventures Of Tintin: The Secret Of The Unicorn [Music From The Motion Picture]                                                            | Sony Classical                        | Composé, dirigé et produit par John Williams; Également paru pour promo en 2011 'For Your Consideration'; Réédité en 2018 2 LP, Music On Vinyl |
| 2011  | War Horse [Original Motion Picture Soundtrack]                                                                                                 | Sony Classical                        | Composé, dirigé et produit par John Williams; Également paru pour promo en 2011 'For Your Consideration'. |
| 2012  | Lincoln [Original Motion Picture Soundtrack]                                                                                                   | Sony Classical                        | Composé par John Williams; Dirigé par John Williams; Également paru pour promo en 2012 'For Your Consideration'; Réédité en 2017 2 LP, Music On Vinyl. |
| 2013  | The Missouri Breaks [An Original MGM Motion Picture Soundtrack] (1976)                                                                         | Kritzerland Records                   | 2 CD, BO inédite. Composé et dirigé par John Williams. |
| 2013  | Fitzwilly – Special Archival Edition [Original MGM Motion Picture Soundtrack] (1967)                                                           | Music Box Records                     | BO inédite; Composé et dirigé par John Williams. |
| 2013  | The Book Thief [Original Motion Picture Soundtrack]                                                                                            | Sony Masterworks                      | Composé, dirigé et produit par John Williams; Également paru pour promo en 2013 'For Your Consideration'. |
| 2015  | Star Wars: The Force Awakens [Original Motion Picture Soundtrack]                                                                              | Walt Disney Records                   | Composé par John Williams; Co-dirigé par John Williams, William Ross et Gustavo Dudamel; Aussi édité en 2015 en tant que "Target Edition" et pour téléchargement numérique; Également paru pour promo en 2015 'For Your Consideration' sur CD et pour téléchargement numérique, Walt Disney Records; Réédité en double LP en 2016, Walt Disney Records; Réédité en double LP "Hologram vinyl" en 2016, Walt Disney Records; Réédité en double LP Limited Collector's Edition en 2017, avec 4 pochettes à collectionner, I Am Shark.                                                                                       |
| 2016  | The BFG [Original Motion Picture Soundtrack]                                                                                                   | Walt Disney Records                   | Composé et dirigé par John Williams; Également paru pour promo en 2016 'For Your Consideration' sur CD, Walt Disney Records. |
| 2017  | The Spielberg/Williams Collaboration Part III                                                                                                  | Sony Classical                        | Édition numérique; Composé et dirigé par John Williams |
| 2017  | Stanley & Iris: The Deluxe Edition/Pete 'n' Tillie [Original Motion Picture Soundtrack] (1990/1972)                                            | Varèse Sarabande                      | Stanley & Iris : Incluant du matériel inédit; Pete 'n' Tillie : BO inédite; Composé et dirigé par John Williams. |
| 2017  | Star Wars: The Last Jedi [Original Motion Picture Soundtrack]                                                                                  | Walt Disney Records                   | Composé et produit par John Williams; Co-dirigé par John Williams, William Ross et Gustavo Dudamel; Walt Disney Records; Également paru pour promo en 2017 'For Your Consideration' sur CD et pour téléchargement numérique, Walt Disney Records; Réédité en 2018 2 LP, Walt Disney Records |
| 2017  | The Post [Original Motion Picture Soundtrack]                                                                                                  | Sony Classical                        | Composé et dirigé par John Williams; Également paru pour promo en 2017 'For Your Consideration' sur CD, Sony; Réédité en simple LP en 2018, Music On Vinyl |
| 2019  | Disaster Movie Soundtrack Collection - Music by John Williams: The Poseidon Adventure (1972) / The Towering Inferno (1974) / Earthquake (1974) | La-La Land Records                    | Composé et dirigé par John Williams; Incluant du matériel inédit; Earthquake : BO inédite |
| 2019  | Star Wars: The Rise of Skywalker [Original Motion Picture Soundtrack]                                                                          | Walt Disney Records                   | Composé, dirigé et produit par John Williams; Également paru pour promo en 2019 'For Your Consideration' disponible pour téléchargement, Walt Disney Record |

## EP
| Année | Simple | Étiquette           | Notes |
| ----- | --- | ------------------- | --- |
| 1962  | Songs For Christmas Vol. 1 Silent Night, Holy Night – O Little Town Of Bethlehem – O Come, All Ye Faithful (Adeste Fidelis) – Sweet Little Jesus Boy                                                     | CBS (Pays-Bas)      | Mahalia Jackson avec orchestre et chœur dirigés par Johnny Williams.                                           |
| 1962  | Songs For Christmas Vol. 2 White Christmas – No Room In The Inn – Joy To The World – Go Tell It On The Mountain                                                                                          | CBS (Pays-Bas)      | Mahalia Jackson avec orchestre et chœur dirigés par Johnny Williams.                                           |
| 1962  | Song Of The Open Road Song Of The Open Road – The Girl In The Wood – The Wayfaring Stranger – North To Alaska                                                                                            | CBS (Royaume-Uni)   | Frankie Laine avec orchestre et chœur dirigés par Johnny Williams.                                             |
| 1963  | Hell Bent For Leather! High Noon (Do Not Forsake Me) – Bowie Knife – Mule Train – Cool Water | CBS (Pays-Bas)      | Frankie Laine avec orchestre et chœur dirigés par Johnny Williams.                                             |
| 1963  | Great Songs Of Love And Faith The Green Leaves Of Summer – Trees – Because – Danny Boy | CBS (Pays-Bas)      | Mahalia Jacksonavec orchestre et chœur dirigés par Johnny Williams.                                            |
| 1963  | Hell Bent For Leather! High Noon – Gunfight At O.K. Corral – Bowie Knife – The 3.10 To Yuma | CBS (Australie)     | Frankie Laine avec orchestre et chœur dirigés par Johnny Williams.                                             |
| 1988  | 1988 Summer Olympics Album - One Moment in Time One moment in time – Olympic spirit – Shape of things to come – Indestructible – Reason to cry                                                           | Arista Records      | Promo; "Olympic Spirit": Composé et dirigé par John Williams.                                                  |
| 1989  | Born on the Fourth of July "A Hard Rain's A Gonna Fall (by Edie Brickell & New Bohemians)" – "The Early Days, Maassapequa, 1957" - "A Hard Rain's A Gonna Fall (by Edie Brickell & New Bohemians)"       | MCA Records (UK)    | Composed and Conducted by John Williams: "The Early Days, Maassapequa, 1957"; Reissued in 1989 on a CD Single. |
| 1996  | John Williams Conducting The Boston Pops Candide (Overture) – America the beautiful – This land is your land – When the Saints go marchin' in                                                            | Polygram            | DiskArt |
| 2001  | Harry Potter and the Sorcerer's Stone Harry's Wondrous World – Platform Nine-And-Three-Quarters – And The Journey to Hogwarts – Hogwarts Forever! And The Moving Stairs – Hedwig's Theme                 | Warner Music Poland | Promo; Composé et dirigé par John Williams.                                                                    |
| 2002  | Star Wars: Episode II – Attack of the Clones Across the Stars (Love Theme from Attack of the Clones with Movie Dialog and Effects) – Across the Stars (Love Theme – Across the Stars (Instrumental Edit) | Sony Classical      | Promo; Composé et dirigé par John Williams.                                                                    |
| 2005  | Star Wars: Episode III – Revenge of the Sith Wal-Mart Limited Digital Download interview with composer John Williams                                                                                     | Sony Classical      | Composé et dirigé par John Williams.                                                                           |
| 2006  | Memoirs of a Geisha - Live Sessions Sayuri's Theme – A Dream Discarded – Going to School – Interview with John Williams & Yo-Yo Ma.                                                                      | Sony Classical      | Parution iTunes; Yo-Yo Ma, Cello; John Williams, Piano; Composé et dirigé par John Williams.                   |
| 2013  | Oboe Concerto | Parution iTunes     | Keisuke Wakao, Boston Pops Orchestra; Composé et dirigé par John Williams.                                     |
| 2017  | Star Wars - A New Hope "Main Title" – "The Throne Room and End Title" | Walt Disney Records | Composé et dirigé par John Williams.                                                                           |

## Singles
| Année | Simple | Étiquette                          | Notes |
| ----- | --- | ---------------------------------- | --- |
| 1957  | "Recipe For Love" – "I'm Too Young" | MGM                                | Sheb Wooley; John Towner Williams, piano. |
| 1957  | "I Found Me An Angel" – "So Close To Heaven" | MGM                                | Sheb Wooley, B-Side: John Towner Williams, piano. |
| 1958  | "The Purple People Eater" – "I Can't Believe You're Mine"                                                                                       | MGM                                | Sheb Wooley; John Towner Williams, piano. |
| 1958  | "The Bull Fighter (Ray Vasquez)" – "Where Do You Work A-John (Tommy Sandi)"                                                                     | Beau Monde                         | Featuring the John T. Williams Orchestra. |
| 1958  | "My Johnny" – "Pigmy Love" | Beau Monde                         | The Pixies (Judy & Jean) featuring the John T. Williams Orchestra.                                                                                                  |
| 1959  | "I Ain't Sharin' Sharon" – "Love Among The Young"                                                                                               | Colpix Music                       | James Darren; Side B - Composed by J. Styne & S. Styne, arranged and conducted by Johnny Williams                                                                   |
| 1959  | "Teenage Tears" – "Let There Be Love" | Colpix Music                       | James Darren; Side B - Composed by I. Grant & L. Rand, arranged and conducted by Johnny Williams                                                                    |
| 1959  | "Pin A Medal On Joey" – "Diamond Head" | Colpix Music                       | James Darren; Side B - Composed by H. Winterhalter & M. David, arranged and conducted by Johnny Williams                                                            |
| 1960  | "Here She Comes Now" – "Kisses That Shake the World"                                                                                            | Columbia                           | Frankie Laine; Side A - With Orchestra Conducted By Johnny Williams.                                                                                                |
| 1960  | "Theme from Checkmate" | Columbia                           | Plays at 33 RPM; Composed and Conducted by John Williams. |
| 1960  | "Theme from Checkmate" – "The Black Knight" | Columbia                           | Composed and Conducted by Johnny Williams. |
| 1960  | "Poor Little Girl" – "Stranger" | Columbia                           | Mike Clifford with Johnny Williams and His Orch. |
| 1961  | "Adrift on a Star" – "The Pleasure of Her Company"                                                                                              | Columbia                           | Vic Damone with Johnny Williams and his orchestra. |
| 1961  | "Theme from 'By Love Possessed'" – "If It Is The Last Thing That I Do"                                                                          | Columbia                           | Vic Damone with Johnny Williams and his orchestra. |
| 1961  | "The Long and the Short and the Tall (Bless em' All)" – "Hi-Jig-A-Jig"                                                                          | Columbia                           | Laurence Harvey With the Long & the Short & the Tall Chorus With Johnny Williams & his Orch.                                                                        |
| 1962  | "A Wedded Man" – "We'll Be Together Again" | Columbia                           | Frankie Laine with Johnny Williams and his Orchestra. |
| 1962  | Johnny Williams "Montreal" – "Tuesday's Theme"                                                                                                  | Columbia                           | Side A - Composed by P. Knauer, arranged and conducted by Johnny Williams; Side B - Composed and conducted by Johnny Williams.                                      |
| 1962  | "Joy to the World" – "Go Tell It on the Mountain"                                                                                               | Columbia                           | Mahalia Jackson with Johnny Williams and his Orchestra. |
| 1962  | "O Little Town of Bethlehem" – "What Can I Give"                                                                                                | Columbia                           | Mahalia Jackson with Orchestra and Chorus Conducted by Johnny Williams.                                                                                             |
| 1963  | Johnny Williams and His Orchestra "The Black Knight" – "Augie's Great Piano"                                                                    | Columbia                           | Composed and Conducted by Johnny Williams, piano. |
| 1963  | Something Cool for Summer! "The Black Knight" – "The Black Knight"                                                                              | Columbia                           | Promo; Composed and Conducted by Johnny Williams. |
| 1963  | "Rawhide" – "The Hanging Tree" | CBS (Netherlands)                  | Frankie Laine with Orchestra And Chorus Directed By Johnny Williams.                                                                                                |
| 1963  | "Don't Make My Baby Blue" – "The Moment of Truth"                                                                                               | Columbia                           | Frankie Laine with Orchestra And Chorus Directed By Johnny Williams.                                                                                                |
| 1963  | "Silent Night, Holy Night" – "O Come, All Ye Faithful (Adeste Fidelis)"                                                                         | CBS                                | Mahalia Jackson with Orchestra And Chorus Conducted By Johnny Williams; Reissued in 1967.                                                                           |
| 1966  | "Gunfight at O.K. Corral" – "Blowing Wild" | CBS (Netherlands)                  | Frankie Laine with Orchestra And Chorus Directed By Johnny Williams.                                                                                                |
| 1967  | Valley of the Dolls "Theme from Valley of the Dolls" – "Jennifer's French Movie"                                                                | 20th Century Fox Records (Germany) | Composed and Conducted by Johnny Williams. |
| 1967  | "Make Me Rainbows (from Fitzwilly)" | United Artists                     | Promo; Johnny Williams, His Orchestra and Chorus; Composed and Conducted by Johnny Williams.                                                                        |
| 1968  | "Come Live with Me (from the 20th Century Fox Film 'Valley of the dolls')" – "The Glory of Love (and Theme from 'Guess Who's Coming To Dinner') | RCA                                | "Come Live with Me" Arranged and Conducted by John T. Williams |
| 1972  | Banda Sonora Original Do Filme "Um Violino No Telhado" "If I Were A Rich Man" – "Miracle Of Miracles"                                           | United Artists Records (Portugal)  | Adapted and Conducted by John Williams. |
| 1974  | "That's What Friends Are For" – "Dream Away" | A&M Records                        | "Dream Away" Composed by Paul Williams & J. Williams; Arranged and Conducted by John Williams.                                                                      |
| 1974  | "Main Title, Earthquake" – "Love Theme from Earthquake"                                                                                         | MCA Records                        | Composed and Conducted by John Williams. |
| 1975  | "Main Title (Theme from Jaws)" – "End Title (Theme from Jaws)"                                                                                  | MCA Records                        | Composed and Conducted by John Williams. |
| 1975  | "Theme from The Eiger Sanction" – "Theme from The Eiger Sanction"                                                                               | MCA Records                        | Promo; Composed and Conducted by John Williams. |
| 1976  | Midway "Midway March" – "The Men of the Yorktown March"                                                                                         | MCA Records                        | Composed and Conducted by John Williams. |
| 1977  | "Theme from Close Encounters of the Third Kind"                                                                                                 | Arista                             | Single Sided, Promo, 33 ⅓ RPM; Composed and Conducted by John Williams.                                                                                             |
| 1977  | "Theme from Close Encounters of the Third Kind" (Stereo) – "Theme from Close Encounters of the Third Kind" (Mono)                               | Arista                             | Promo; Composed and Conducted by John Williams. |
| 1977  | "Theme from Close Encounters of the Third Kind" – "Nocturnal Pursuit'                                                                           | Arista                             | Composed and Conducted by John Williams. |
| 1977  | Star Wars "Cantina Band" – "Star Wars (Main Title) (Edit)"                                                                                      | 20th Century Records               | Composed and Conducted by John Williams. |
| 1978  | "Theme from Superman (Main Title) (Edit)" – "Theme from Superman (Main Title) (Edit)"                                                           | Warner Bros. Records               | Promo; Composed and Conducted by John Williams. |
| 1978  | "Theme from Superman (Main Title) (Edit)" – "Love Theme from Superman"                                                                          | Warner Bros. Records               | Composed and Conducted by John Williams. |
| 1980  | "Star Wars (Main Theme)" – "The Imperial March"                                                                                                 | RSO (Spain)                        | Composed and Conducted by John Williams. |
| 1981  | Raiders of the Lost Ark "The Raiders March (La Marche des Aventuriers)" – "Raiders of the Lost Ark (Les Aventuriers de l'Arche Perdue)"         | CBS Records (France)               | Composed and Conducted by John Williams. |
| 1982  | E.T. the Extra-Terrestrial "Theme from E.T. (The Extra Terrestrial)" – "Over the Moon"                                                          | MCA Records                        | Composed and Conducted by John Williams. |
| 1982  | Yes, Giorgio "If We Were in Love (by Luciano Pavarotti) (Edit)" – "If We Were in Love (Instrumental)"                                           | Decca Club Edition (Germany)       | Lyrics: Alan And Marilyn Bergman; Composed and Conducted by John Williams.                                                                                          |
| 1983  | "Lapti Nek (Jabba's Palace Band)" – "Ewok Celebration"                                                                                          | RSO                                | Promo; Netherlands variant with "Lapti Nek (Jabba's Palace Band) (Club Mix)" on the B Side; Lyrics: Annie M. Arbogast; Composed and Conducted by John Williams.     |
| 1983  | Star Wars – Return of the Jedi "Lapti Nek (Jabba's Palace Band) (Club Mix)" – "Lapti Nek (Jabba's Palace Band) (Dub Mix)"                       | RSO                                | 12" Promo; Lyrics: Annie M. Arbogast; Composed and Conducted by John Williams.                                                                                      |
| 1989  | "Born on the Fourth of July (Remix)" – "Born on the Fourth of July (Remix)"                                                                     | MCA Records                        | Promo; Composed and Conducted by John Williams. |
| 1989  | Born on the Fourth of July "A Hard Rain's A Gonna Fall (by Edie Brickell & New Bohemians)" – "The Early Days, Maassapequa, 1957"                | MCA Records (UK)                   | Composed and Conducted by John Williams: "The Early Days, Maassapequa, 1957".                                                                                       |
| 1989  | "Raiders March (Edit)" – "Scherzo for Motorcycle and Orchestra (Edit)"                                                                          | Warner Bros. Records               | Composed and Conducted by John Williams. |
| 1992  | Hook (Original Motion Picture Soundtrack) "Prologue"                                                                                            | Epic (Spain)                       | Composed and Conducted by John Williams. |
| 1993  | "Theme from Jurassic Park" | MCA Records                        | CD Single; Composed and Conducted by John Williams. |
| 1993  | Jurassic Park "Theme from Jurassic Park" - "End Credits"                                                                                        | MCA Records                        | CD Single; Composed and Conducted by John Williams. |
| 1993  | Schindler's List "Theme from Schindler's List" - "Theme from Schindler's List (reprise)".                                                       | MCA Records                        | CD Single; Composed and Conducted by John Williams. |
| 1995  | Sabrina "Moonlight" |                                    | "Moonlight" lyrics: Alan & Marilyn Bergman; Composed and Conducted by John Williams.                                                                                |
| 1996  | Summon the Heroes "Summon the Heroes (Radio Edit)" – "Summon the Heroes (Album Version)"                                                        | Sony Classical                     | Promo; Composed and Conducted by John Williams. |
| 1996  | Summon the Heroes "Summon the Heroes (Radio Edit 1)" – "Summon the Heroes (Radio Edit 2)"                                                       | Sony Classical                     | Promo; Composed and Conducted by John Williams. |
| 1997  | Amistad "Dry your Tears, Afrika" | Dreamworks                         | Composed and Conducted by John Williams. |
| 1997  | Star Wars – A New Hope "Main Title/Blockade Runner" – "Imperial Attack"                                                                         | BMG                                | Composed and Conducted by John Williams. |
| 1997  | Star Wars – A New Hope: Figrin d'An & the Modal Nodes "Cantina Band" – "Cantina Band n° 2"                                                      | RCA                                | Composed and Conducted by John Williams. |
| 1997  | Star Wars – Return of the Jedi: The Max Rebo Band "Jedi Rocks"                                                                                  | BMG                                | Composed and Arranged by Jerry Hey; Conducted by John Williams. |
| 1997  | Star Wars Trilogy "The Imperial March (Darth Vader's Theme)"                                                                                    | BMG                                | UK variant with the additional track "Betrayal At Bespin"; Composed and Conducted by John Williams.                                                                 |
| 1999  | Star Wars: Episode I – The Phantom Menace "Duel of the Fates" (Dialogue and Sound Effects Mix)                                                  | Sony Classical                     | Composed and Conducted by John Williams; Released in 1999 with No Dialogue and No Sound Effects Mix; Sony Classical.                                                |
| 1999  | Star Wars: Episode I – The Phantom Menace "Duel of the Fates"                                                                                   | Sony Classical                     | Composed and Conducted by John Williams |
| 2001  | Harry Potter and the Sorcerer's Stone "Hedwig's Theme (Radio Edit)"                                                                             | Warner Sunset/ Nonesuch/Atlantic   | Composed and Conducted by John Williams |
| 2002  | Call Of The Champions "Call Of The Champions (Radio Edit)" – "The Mission Theme"                                                                | Sony Classical                     | Promo; Composed and Conducted by John Williams. |
| 2005  | Star Wars: Episode III – Revenge of the Sith "Battle of the Heroes/Battle of the Heroes (Dialogue and Sound Effects Mix)"                       | Sony                               | Radio Single; Composed and Conducted by John Williams. |
| 2005  | Star Wars: Episode III – Revenge of the Sith Target Special Offer – "Battle of the Heroes (with Dialogue)" download                             | Sony Classical                     | Composed and Conducted by John Williams. |
| 2007  | Swing Swing Swing [Digital Single] "Swing Swing Swing"                                                                                          | Warner Bros. Records               | |
| 2013  | "For The President's Own" | Marjer Music                       | Composed and Conducted by John Williams; Recorded on July 3 2013 with "The President's Own."; This digital release was available for a short time on their website. |
| 2015  | Star Wars: The Force Awakens "March of the Resistance/Rey's Theme""                                                                             | Walt Disney Records                | 10" Picture Disc |
| 2015  | Star Wars: The Force Awakens "March of the Resistance/Rey's Theme""                                                                             | Walt Disney Records                | 10" BB-8 Picture Disc |

## Compilations
| Année | Album                                                                                         | Étiquette               | Notes |
| ----- | --------------------------------------------------------------------------------------------- | ----------------------- | --- |
| 1987  | Boston Pops: By Request – The Best of John Williams and the Boston Pops                       | Philips                 | Incluant du matériel inédit; Composé et dirigé par John Williams. |
| 1990  | Boston Pops: Star Wars - The Best Of Space Music                                              | Philips                 | Composé et dirigé par John Williams; Réédité pour téléchargement numérique en 2014, Decca. |
| 1991  | The Very Best of the Boston Pops                                                              | Philips                 | Réédité pour téléchargement numérique en 2014, Decca. |
| 1992  | Boston Pops: Kids Stuff – An Afternoon at the Movies                                          | PolyGram                | |
| 1992  | Boston Pops: Movies                                                                           | Philips                 | |
| 1992  | Boston Pops: Over the Rainbow                                                                 | Philips                 | |
| 1993  | Film Works                                                                                    | MCA Records/Japan       | Composé et dirigé par John Williams; Réédité, parfois partiellement, en 1995, 1997 et 2001. |
| 1995  | Boston Pops: Pops Stoppers                                                                    | Philips                 | |
| 1995  | Boston Pops: Space-Taculars                                                                   | Philips                 | Club Edition; Réédité pour téléchargement numérique en 2014, Decca. |
| 1995  | Boston Pops: Space and Time                                                                   | Polygram/Karussell      | |
| 1996  | Boston Pops: Salute Gene Kelly, Fred Astair, Judy Garland                                     | PolyGram                | |
| 1996  | Boston Pops: Salute To America                                                                | Polygram                | |
| 1998  | Boston Pops: From Sousa to Spielberg                                                          | Sony Music Distribution | |
| 1998  | The Very Best of John Williams and the Boston Pops                                            | Reader's Digest         | 4 CD |
| 1999  | Boston Pops: John Williams Conducts Music from the Star Wars Saga                             | Philips                 | Composé et dirigé par John Williams. |
| 1999  | The Greatest Hits: 1969-1999                                                                  | Sony Music Distribution | Quelques titres par The London Symphony Orchestra; Composé et dirigé par John Williams; Réédité pour téléchargement numérique en 2014, Sony Classical. |
| 2001  | Boston Pops: American Classics                                                                | Philips Classical       | |
| 2001  | John Williams and the Boston Pops Orchestra: A Collection                                     | Sony/Japan              | |
| 2004  | Boston Pops: Encore!                                                                          | Philips                 | 2 CD; Réédité en 2012 A Celebration, Decca. |
| 2006  | 20th Century Masters – The Millennium Collection: The Best of John Williams & The Boston Pops | Hip-O                   | Composé et dirigé par John Williams. |
| 2006  | John T. Williams - Jazz Beginnings                                                            | Fresh Sounds Records    | Piano : John T. Williams |
| 2006  | Checkmate/Rhythm in Motion                                                                    | Film Score Monthly      | Checkmate : Musique composée et dirigée par Johnny Williams; Rhythm in Motion: musique dirigée par Johnny Williams (piano). |
| 2007  | Star Wars – The Corellian Edition                                                             | Sony Classical          | Composé et dirigé par John Williams. |
| 2007  | The Music of Star Wars: 30th Anniversary Collection                                           | Sony Classical          | 7 CD; Composé et dirigé par John Williams. |
| 2010  | The Music of America: John Williams                                                           | Sony Masterworks        | 3 CD, quelques titres par The London Symphony Orchestra. |
| 2012  | A Tribute to John Williams: An 80th Birthday Celebration                                      | Sony Classical          | Incluant du matériel inédit; Composé et dirigé par John Williams. |
| 2015  | John Williams: The Great Movie Soundtracks                                                    | Sony Classical          | 4 CD-set, réédition du coffret paru en Europe en 2013. |
| 2015  | John Williams - The Best Selection / Boston Pops                                              | Decca/Japan             | |
| 2015  | John Williams Conducts Music From Star Wars / Boston Pops                                     | Decca                   | 2 CD. |
| 2016  | Star Wars: The Ultimate Vinyl Collection                                                      | Sony Classical          | Coffret 11 vinyles, L'audio de Star Wars, Empire Strikes Back & Return of the Jedi correspond à de nouveaux transferts HD réalisés à partir des Masters LP. Composé et dirigé par John Williams; Également édité pour téléchargement numérique en 2016 "Star Wars: The Ultimate Digital Collection", Sony Classical. |
| 2016  | Star Wars: The Ultimate Soundtrack Edition                                                    | Sony Classical          | Coffret 10 CD + 1 DVD; L'audio de Star Wars, Empire Strikes Back & Return of the Jedi correspond aux éditions augmentées de 1997; Composé et dirigé par John Williams |
| 2017  | John Williams/Steven Spielberg: The Ultimate Collection                                       | Sony Masterworks        | Coffret 3 CD + 1 DVD; Le 3e disque contient du matériel inédit; Composé et dirigé par John Williams; Réédité en 2017, 6 LP, Music On Vinyl; Réédité partiellement en 2017, 2 LP, John Williams/Steven Spielberg: The Ultimate Collection Highlights, Sony Classical.                                                 |
| 2017  | Lost in Space: The Complete John Williams Collection                                          | Spacelab9               | 4 LPs |
| 2018  | John Williams Conductor                                                                       | Sony Classical          | Coffret 20 CD contenant tous les enregistrements définitifs de John Williams chez Sony Classical. |

## Rééditions augmentées
Cette section présente les rééditions augmentées de BO précédemment publiées.
| Année | Album | Étiquette                         | Notes |
| ----- | --- | --------------------------------- | --- |
| 1993  | Star Wars Trilogy: The Original Soundtrack Anthology                                                         | Twentieth Century Fox Film Scores | Incluant du matériel inédit; Composé et dirigé par John Williams. |
| 1995  | Heidi [Original Motion Picture Score] (1968)                                                                 | X Label, Europe                   | Incluant du matériel inédit; Composé et dirigé par John Williams. |
| 1995  | Raiders of the Lost Ark [Original Motion Picture Soundtrack] (1981)                                          | DCC Compact Classics              | Incluant du matériel inédit; Composé et dirigé par John Williams. |
| 1995  | The Reivers [Original Score] (1969)                                                                          | Legacy/Columbia                   | Incluant du matériel inédit; Composé et dirigé par John Williams. |
| 1997  | The Star Wars Trilogy Special Edition: A New Hope [Original Motion Picture Soundtrack]                       | BMG Classics/RCA Victor           | Incluant du matériel inédit; Composé et dirigé par John Williams; Réédité en 2004, Sony Classical; Réédité pour téléchargement numérique en 2014, Sony Classical.                                        |
| 1997  | The Star Wars Trilogy Special Edition: Return of the Jedi [Original Motion Picture Soundtrack]               | BMG Classics/RCA Victor           | Incluant du matériel inédit; Composé et dirigé par John Williams; Réédité en 2004, Sony Classical; Réédité pour téléchargement numérique en 2014, Sony Classical.                                        |
| 1997  | The Star Wars Trilogy Special Edition: The Empire Strikes Back [Original Motion Picture Soundtrack]          | BMG Classics/RCA Victor           | Incluant du matériel inédit; Composé et dirigé par John Williams; Réédité en 2004, Sony Classical; Réédité pour téléchargement numérique en 2014, Sony Classical.                                        |
| 1998  | Close Encounters of the Third Kind [The Collector's Edition Soundtrack]                                      | Arista                            | Incluant du matériel inédit; Composé et dirigé par John Williams. |
| 1999  | The Missouri Breaks [Original Motion Picture Soundtrack] (1976)                                              | Rykodisc                          | Incluant du matériel inédit; Composé et dirigé par John Williams; Réédité en 2004, Varèse Sarabande. |
| 2000  | Star Wars: Episode I – The Phantom Menace [Original Motion Picture Soundtrack] [The Ultimate Edition] (1999) | Sony Classical                    | 2 CD, incluant du matériel inédit; Composé et dirigé par John Williams. |
| 2000  | Superman: The Movie [Original Motion Picture Soundtrack] (1978)                                              | Warner Archives/Rhino             | Incluant du matériel inédit; Composé et dirigé par John Williams. |
| 2001  | Fiddler on the Roof [Original Motion Picture Soundtrack Recording] (1971)                                    | EMI Capitol                       | 30th Anniversary, incluant du matériel inédit; Musique par Jerry Bock; Adapt. et direction : John Williams.                                                                                              |
| 2001  | The Towering Inferno [Original Motion Picture Soundtrack] (1974)                                             | Film Score Monthly                | Incluant du matériel inédit; Composé et dirigé par John Williams. |
| 2002  | E.T.: The Extra-Terrestrial [Original Motion Picture Soundtrack] [The 20th Anniversary] (1982)               | MCA Records                       | Incluant du matériel inédit; Aussi édité en SACD; Composé et dirigé par John Williams. |
| 2002  | Home Alone 2 – Lost in New York [Original Score] (1992)                                                      | Varese Sarabande CD Club          | The Deluxe Edition 2 CD, incluant du matériel inédit; Composé et dirigé par John Williams. |
| 2004  | Tom Sawyer [Original Motion Picture Soundtrack] (1973)                                                       | Varèse Sarabande                  | Incluant du matériel inédit; Musique et paroles par Richard M. et Robert B. Sherman; Arr. et direction : John Williams.                                                                                  |
| 2006  | Goodbye, Mr. Chips [Original Motion Picture Soundtrack] (1969)                                               | Film Score Monthly                | 3 CD, incluant du matériel inédit; Musique et paroles par Leslie Bricusse; Supervision et direction : John Williams.                                                                                     |
| 2008  | Indiana Jones: The Soundtracks Collection                                                                    | Concord Records                   | 5 CD, incluant du matériel inédit; Composé et dirigé par John Williams. |
| 2008  | Raiders of the Lost Ark [Original Motion Picture Soundtrack] (1981)                                          | Concord Records                   | Incluant du matériel inédit sur CD; Composé et dirigé par John Williams; Réédité en double LP en 2017, Concord Records.                                                                                  |
| 2008  | Indiana Jones and the Temple of Doom [Original Motion Picture Soundtrack] (1984)                             | Concord Records                   | Incluant du matériel inédit; Composé et dirigé par John Williams. |
| 2008  | Indiana Jones And The Last Crusade [Original Motion Picture Soundtrack] (1989)                               | Concord Records                   | Incluant du matériel inédit; Composé et dirigé par John Williams. |
| 2010  | The Poseidon Adventure [Original Motion Picture Score] (1972)                                                | La-La Land Records                | Incluant du matériel inédit; Composé et dirigé par John Williams. |
| 2010  | Home Alone [Expanded Original Motion Picture Score] (1990)                                                   | La-La Land Records                | Incluant du matériel inédit; Composé et dirigé par John Williams. |
| 2011  | 1941 [Original Motion Picture Score] (1979)                                                                  | La-La Land Records                | Incluant du matériel inédit; Composé et dirigé par John Williams; Réédité en 2015, La-La Land Records.                                                                                                   |
| 2012  | Hook [Expanded Original Motion Picture Soundtrack] (1991)                                                    | La-La Land Records                | 2 CD, incluant du matériel inédit; Composé et dirigé par John Williams. |
| 2012  | Home Alone 2 [Expanded Original Motion Picture Score] (1992)                                                 | La-La Land Records                | 2 CD, incluant du matériel inédit; Composé et dirigé par John Williams. |
| 2012  | The Long Goodbye [Original Motion Picture Soundtrack] (1973)                                                 | Quartet Records/Espagne           | Incluant du matériel inédit; Composé et dirigé par John Williams; Réédité en 2015, Quartet Records. |
| 2013  | Jurassic Park: 20th Anniversary [Original Motion Picture Soundtrack] (1993)                                  | Geffen Records                    | Incluant du matériel inédit; Composé par John Williams; Co-dirigé par John Williams et Artie Kane (non crédité); Disponible en téléchargement numérique.                                                 |
| 2013  | The Fury [Expanded Original Motion Picture Score] (1978)                                                     | La-La Land Records                | 2 CD, la BO incluant du matériel inédit, ainsi que la version remasterisée de l'album original enregistré avec le London Symphony Orchestra; Composé et dirigé par John Williams.                        |
| 2013  | Heidi [Music From The Original Soundtrack Of The NBC Television Special] (1968)                              | Quartet Records/Espagne           | Incluant du matériel inédit. Composé et dirigé par John Williams. |
| 2013  | Rosewood [Music From The Motion Picture] (1997)                                                              | La-La Land Records                | 2 CD, incluant du matériel inédit. Composé et dirigé par John Williams. |
| 2014  | Empire of the Sun [Original Motion Picture Soundtrack] (1987)                                                | La-La Land Records                | 2 CD, incluant du matériel inédit. Composé et dirigé par John Williams ; chœur dirigé par Janine Wagner.                                                                                                 |
| 2015  | A.I. Artificial Intelligence [Expanded Archival Collection] (2001)                                           | La-La Land Records                | 3 CD, incluant du matériel inédit ; composé et dirigé par John Williams. |
| 2015  | Jaws 2 [Original Motion Picture Soundtrack] (1978)                                                           | Intrada                           | 2 CD, incluant du matériel inédit. Composé et dirigé par John Williams. |
| 2015  | Jaws [Original Motion Picture Soundtrack] (1975)                                                             | Intrada                           | 2 CD, incluant du matériel inédit. Composé et dirigé par John Williams; Réédité partiellement en 2017 en tant que double LP, vinyle disponible en version "Ocean Blue" et "Gram Black", Mondo Records.   |
| 2015  | Home Alone 25th Anniversary: Limited Edition (1990)                                                          | La-La Land Records                | 2 CD, incluant du matériel inédit. Composé et dirigé par John Williams. |
| 2015  | Tom Sawyer [Expanded Original MGM Motion Picture Soundtrack] (1973)                                          | Quartet Records/Espagne           | 2 CD, incluant du matériel inédit; Musique et paroles par Richard M. et Robert B. Sherman; Arr. et direction : John Williams.                                                                            |
| 2016  | The John Williams Jurassic Park Collection: Limited Edition [Expanded Original Motion Picture Scores]        | La-La Land Records                | 4 CD, incluant du matériel inédit; Composé par John Williams; Co-dirigé par John Williams et Artie Kane.                                                                                                 |
| 2017  | E.T.: The Extra-Terrestrial - 35th Anniversary Remastered Edition (1982)                                     | La-La Land Records                | 2-CD set, incluant du matériel inédit; Composé et dirigé par John Williams; Réédité partiellement en 2018 en tant que double LP "E.T. The Extra-Terrestrial: Limited Edition Vinyl", La-La Land Records. |
| 2017  | Close Encounters of the Third Kind - 40th Anniversary Remastered Edition (1977)                              | La-La Land Records                | 2 CD, incluant du matériel inédit; Composé et dirigé par John Williams. |
| 2018  | The Cowboys: The Deluxe Edition [Original Motion Picture Soundtrack] (1972)                                  | Varèse Sarabande                  | Incluant du matériel inédit; Composé et dirigé par John Williams. |
| 2018  | Saving Private Ryan: 20th Anniversary Limited Edition (1998)                                                 | La-La Land Records                | Incluant du matériel inédit; Composé et dirigé par John Williams. |
| 2018  | Dracula: The Deluxe Edition [Original Motion Picture Soundtrack] (1979)                                      | Varèse Sarabande                  | 2 CD, Incluant du matériel inédit; Composé et dirigé par John Williams. |
| 2018  | Harry Potter - The John Williams Soundtrack Collection: Limited Edition                                      | La-La Land Records                | Incluant du matériel inédit; Composé et dirigé par John Williams, sauf The Chamber of Secrets musique par John Williams, adaptée et dirigée par William Ross.                                            |
| 2018  | Schindler's List: 25th Anniversary Limited Edition(1993)                                                     | La-La Land Records                | 2 CD, Incluant du matériel inédit; Composé et dirigé par John Williams. |
| 2019  | Superman: The Movie - 40th Anniversary Remastered Limited Edition(1978)                                      | La-La Land Records                | 3 CD, Composé et dirigé par John Williams. |
| 2019  | Monsignor [Expanded Original Motion Picture Soundtrack] (1982)                                               | Intrada                           | Incluant du matériel inédit; Composé et dirigé par John Williams. |
| 2019  | Minority Report [Expanded Original Motion Picture Soundtrack] (2002)                                         | La-La Land Records                | 2 CD, Incluant du matériel inédit; Composé et dirigé par John Williams. |

## Collaborations / Apparitions
| Année | Album                                                                                      | Autre(s) artiste(s)                                   | Notes |
| ----- | ------------------------------------------------------------------------------------------ | ----------------------------------------------------- | --- |
| 1956  | Calypso                                                                                    | Harry Belafonte                                       | Avec John T. Williams (piano) (non crédité); RCA Victor; Réédité en 1992, RCA; Réédité en 2014 Calypso/Belafonte Sings The Caribbean, Jackpot Records.                                                                      |
| 1956  | The Johnny Ever Green's Played by Russell Garcia                                           | Russell Garcia                                        | Avec John T. Williams (piano); Paramount Records; Réédité pour téléchargement numérique en 2012, Smith & Co. |
| 1957  | Listen To The Music Of Russell Garcia                                                      | Russell Garcia                                        | Avec John T. Williams (piano); Réédité en 2005 Los Angeles River, Fresh Sound Records. |
| 1957  | Remembering with Marjorie Lee                                                              | Marjorie Lee                                          | Arrangements : John T. Williams (piano); BeauMonde; Réédité en 1989, Fresh Sound Records. |
| 1957  | Yvonne De Carlo Sings                                                                      | Yvonne De Carlo                                       | Musique dirigée par John Williams; Masterseal Records; Réédité en 2010, Screenland Records; Réédité pour téléchargement numérique en 2011, Smith & Co.                                                                      |
| 1957  | Holiday in Spain                                                                           | Lew Raymond                                           | Avec John John T. Williams (piano) : Malaguena, Gitanerias; Tops Record. |
| 1957  | Connie Haines sings a tribute to Helen Morgan                                              | Connie Haines                                         | Avec John T. Williams (piano); Tops Record; Réédité en 1997 + Extra track, Simitar; Réédité en 2002, LPTime Records/Spain.                                                                                                  |
| 1957  | Porgy & Bess                                                                               | "Porgy & Bess" Broadway cast                          | Musique arrangée et dirigée par Johnny T. Williams, The Hollywood Grand Studio Orchestra; Avec Bill Reeves, Norma Zimmer, Bill Lee, Mami Nixon et Earl Wilkie; Tops Records; Réédité en 1957, stéréo, Golden Tone.          |
| 1957  | The Big Small Bands                                                                        | Dave Pell                                             | Avec Johnny Williams (piano) (orgue); Capitol; Réédité en 2011 compilation Remembers John Kirby/The Big Small Bands, Fresh Sounds Records.                                                                                  |
| 1957  | Modern Jazz Gallery                                                                        | Artistes variés                                       | Quelques titres avec le John T. Williams Quartet; Kapp Records, 2 LP. |
| 1957  | Sweet Smell of Success                                                                     | Elmer Bernstein                                       | Avec John Williams (piano); Musique composée et dirigée par Elmer Bernstein; Decca; Réédité en 2008, Cherry Red Records; Réédité en 2008, Fresh Sound Records.                                                              |
| 1958  | South Pacific                                                                              | Walter Ruick                                          | Avec John T. Williams (piano); Tops Records. |
| 1958  | South Pacific                                                                              | Alfred Newman                                         | Avec John Williams (piano); RCA Victor; Réédité en 2000, RCA; Réédité en 2010, Hallmark. |
| 1958  | Funny Face                                                                                 | Adolph Deutsch                                        | Avec John Williams (piano); Verve; Réédité en 1996, Verve; Réédité en 2008, Hallmark; Réédité en 2017 avec du matériel inédit 60th Anniversary Edition, Verve                                                               |
| 1958  | Bell, Book and Candle                                                                      | George Duning                                         | Avec John Williams (piano); Paramount; Réédité en 2006 compilation Bell, Book and Candle/1001 Arabian Nights, Film Score Monthly.                                                                                           |
| 1958  | Johnny Desmond Swings                                                                      | Johnny Desmond                                        | Simitar Distribution; Réédité en 1997, Simitar/Pickwick. |
| 1958  | The Music from Peter Gunn                                                                  | Henry Mancini                                         | Avec Johnny T. Williams (piano); RCA Victor; Réédité en 1958, RCA Victor; Réédité en 1958, RCA Victor; Réédité en 1999, Buddha Records; Réédité en 2000, BMG; Réédité en 2003, RCA Victor.                                  |
| 1958  | Fielding's Formula                                                                         | Jerry Fielding                                        | Avec John T. Williams (piano); Decca; Réédité pour téléchargement numérique en 2009, Mastercorp Pty Ltd. |
| 1958  | Hollywoodwind Jazztet                                                                      | Jerry Fielding                                        | Avec John T. Williams (piano); Decca. |
| 1958  | God's Little Acre                                                                          | Elmer Bernstein                                       | Musique composée et dirigée par Elmer Bernstein; Avec Johnny Williams (piano); United Artists Records; Réédité en 2009, Kritzerland Records.                                                                                |
| 1958  | The Big Country                                                                            | Jerome Moross                                         | Avec John Williams (piano); RCA; Réédité en 1991, Screen Archives Entertainment; Réédité en 1995, Silva America; Réédité en 2007, La-La Land Records; Réédité en 2008, MGM Records.                                         |
| 1959  | Voodoo Exotic Music From Polynesia And The Far East                                        | Robert Drasnin                                        | Avec John Williams (piano); Tops Records; Réédité en 1960 Percussion Exotique, Stéréo, Tops Mayfair Records; Réédité sur CD en 1996 Voodoo, Dionysus Records.                                                               |
| 1959  | Folk Songs for Far Out Folk                                                                | Fred Katz                                             | Avec Johnny T. Williams (piano); Warner Bros.; Réédité en 2007, Reebot Stereophonic Records. |
| 1959  | At the Cinema!                                                                             | Buddy Collette                                        | Avec John Williams (piano); Mercury; Réédité en 2010, Fresh Sounds Records. |
| 1959  | Album No. 1                                                                                | James Darren                                          | Certaines pistes arrangées et dirigées par Johnny Williams, Colpix Records. |
| 1959  | African jazz                                                                               | Les Baxter                                            | Avec Johnny Williams (piano); Capitol; Réédité en 2015 "African Jazz + Jungle Jazz (2 LP on 1 CD) + 5 Bonus Tracks", Fresh Sounds Records.                                                                                  |
| 1959  | Jungle jazz                                                                                | Les Baxter                                            | Avec Johnny Williams (piano); Capitol; Réédité en 2015 "African Jazz + Jungle Jazz (2 LP on 1 CD) + 5 Bonus Tracks", Fresh Sounds Records.                                                                                  |
| 1959  | Sound Spectacular                                                                          | Ray Anthony                                           | Avec Johnny Williams (piano); Capitol; Aussi édité en 1959, Capitol, Stereo; Réédité en 1968 as "Brass Galore", Aero Space Records, Stereo.                                                                                 |
| 1959  | Staccato                                                                                   | Elmer Bernstein                                       | Avec John Williams (piano); Capitol; Réédité en 2008, DRG Records. |
| 1959  | Mr. Lucky                                                                                  | Henry Mancini                                         | Avec John Williams (piano); RCA; Réédité en 1989, RCA; Réédité en 2011, Fresh Sound Records. |
| 1959  | Porgy and Bess                                                                             | André Previn                                          | Avec John Williams (piano); Columbia; Réédité en 1995, Back Bitter (Allemagne); Réédité en 2010, Hallmark. |
| 1959  | Some Like It Hot                                                                           | Adolph Deutsch                                        | Avec John Williams (piano); United Artists; Réédité en 1997, Ryko; Réédité en 2004, Varèse Sarabande. |
| 1959  | The Music from M Squad                                                                     | Stanley Wilson                                        | Musique composée et arrangée par Benny Carter, Pete Carpenter et John Williams (piano); Musique dirigée par Stanley Wilson; Phantom Records (Angleterre); Réédité en 1996, RCA.                                             |
| 1959  | More Music from Peter Gunn                                                                 | Henry Mancini                                         | Avec Johnny T. Williams (piano); RCA Victor; Réédité en 1995 & 2003, RCA Victor. |
| 1959  | Take Me Along                                                                              | Marty Paich                                           | Avec Johnny Williams (piano); RCA Victor; Réédité pour téléchargement numérique en 2012, Hot Record Society. |
| 1959  | I Swing for You                                                                            | Vicky Lane                                            | Musique dirigée par Pete Candoli; Avec Johnny Williams (piano); RCA Victor. |
| 1959  | I Remember John Kirby                                                                      | Dave Pell                                             | Avec Johnny Williams (piano) (orgue); P.R.I.; Réédité en 2011 compilation Remembers John Kirby/The Big Small Bands, Fresh Sounds Records.                                                                                   |
| 1960  | The Mancini Touch                                                                          | Henry Mancini                                         | Musique dirigée par Henry Mancini; Avec Johnny Williams (piano); RCA Victor; Réédité en 2010, Fresh Sound Records. |
| 1960  | 10 Trombones Like 2 Pianos                                                                 | Pete Rugolo                                           | Avec John T. Williams (piano); Mercury; Réédité en 2007 Exploring New Sounds, Fresh Sound Records. |
| 1960  | Shotgun Slade - The Original Jazz Score                                                    | Stanley Wilson                                        | Musique composée et arrangée par Gerald Fried; Avec Johnny Williams (piano); Mercury; Réédité en 2016 "Shotgun Slade + Burke's Law (2 LP on 1 CD)", Fresh Sound Records.                                                    |
| 1960  | Dave Pell Plays Lawrence Welk's Big Band Sounds                                            | Dave Pell                                             | Avec Johnny Williams (piano) (orgue); P.R.I. |
| 1960  | The Apartment                                                                              | Adolph Deutsch                                        | Avec John Williams (piano); United Artists; Réédité en 2009, Kritzerland. |
| 1960  | The Blues and the Beat                                                                     | Henry Mancini                                         | Avec Johnny Williams (piano); RCA Victor; Réédité en 1995, RCA. |
| 1960  | Pam Garner Sings Ballads for Broken Hearts                                                 | Pam Garner                                            | Musique dirigée par John Williams; Columbia; Réédité pour téléchargement numérique en 2012, Vintage Masters Inc. |
| 1960  | For Pete's Sake                                                                            | Pete Candoli                                          | Avec Johnny Williams (piano); Kapp Records. |
| 1960  | Bottoms Up                                                                                 | George Roberts                                        | Musique arrangée et dirigée par John T. Williams (piano); Columbia; Réédité en 2011 compilation Meet Mr. Roberts/Bottoms Up, Fresh Sound Records.                                                                           |
| 1960  | I Believe                                                                                  | Mahalia Jackson                                       | Orchestre et choeur dirigés par Johnny Williams; Columbia. |
| 1961  | Lush, Latin & Cool                                                                         | Marty Paich                                           | Avec Johnny Williams (piano); RCA Victor; Réédité en 1998, RCA. |
| 1961  | West Side Story                                                                            | Leonard Bernstein                                     | Avec John Williams (piano); Columbia; Réédité en 1992, Sony Masterworks; Réédité en 2004, Sony Classical/Legacy. |
| 1961  | Combo!                                                                                     | Henry Mancini                                         | Musique dirigée par Henry Mancini; Avec Johnny Williams (piano) (clavecin); RCA Victor; Réédité en 2007, Sony. |
| 1961  | Hell Bent for Leather!                                                                     | Frankie Laine                                         | Orchestre et choeur dirigés par Johnny Williams; Columbia; Réédité pour téléchargement numérique en 2012, Marathon Media International Ltd.                                                                                 |
| 1961  | Deuces Wild                                                                                | Frankie Laine                                         | Orchestre et choeur dirigés par Johnny Williams; Columbia; Réédité pour téléchargement numérique en 2013, Smith & Co. |
| 1961  | Everytime I Feel the Spirit                                                                | Mahalia Jackson                                       | Orchestre et choeur dirigés par Johnny Williams; Columbia; Réédité pour téléchargement numérique en 2013, BNF Collection.                                                                                                   |
| 1962  | Young and Lively                                                                           | Vic Damone                                            | Musique dirigée par Johnny Williams; Columbia; Reparu en 1962, Columbia, Stereo; Réédité en 1996 That Towering Feeling!/Young and Lively, Columbia; Réédité pour téléchargement numérique en 2012, Hot Records Society.     |
| 1962  | Hemingway's Adventures of a Young Man                                                      | Franz Waxman                                          | Avec John Williams (piano); RCA; Réédité en 1985, Label X (Australie); Réédité en 2017 Peyton Place/Hemingway's Adventures of a Young Man, La-La Land Records                                                               |
| 1962  | Call of the Wild                                                                           | Frankie Laine                                         | Orchestre et choeur dirigés par Johnny Williams; Columbia; CBS; Réédité pour téléchargement numérique en 2013, Smith & Co.                                                                                                  |
| 1962  | Great Songs of Love and Faith                                                              | Mahalia Jackson                                       | Orchestre et choeur dirigés par Johnny Williams; Columbia; Réédité pour téléchargement numérique en 2013, Marathon Media International Ltd.                                                                                 |
| 1962  | Songs for Christmas: Silent Night                                                          | Mahalia Jackson                                       | Orchestre et choeur dirigés par Johnny Williams; Columbia; Réédité en 2008, Sony. |
| 1962  | There Is Nothing Like a Dame                                                               | Pete Candoli                                          | Sur quelques titres : John Williams (piano); Warner Bros. Records. |
| 1962  | So Nice!                                                                                   | Johnny Desmond                                        | Arr. & direction : Johnny T. Williams (piano); Réédité pour téléchargement numérique en 2010, Screenland Records. |
| 1963  | Wanderlust                                                                                 | Frankie Laine                                         | Orchestre et choeur dirigés par Johnny Williams; Columbia; CBS; Réédité en 2015, Sony Mod. |
| 1963  | André Previn in Hollywood                                                                  | André Previn                                          | Piano: André Previn; Arrangements et direction musicale par Johnny Williams; CBS; Réédité en 2014 compilation André Previn in Hollywood/Soft and Swinging, Vocalion.                                                        |
| 1964  | My Fair Lady with the Un-original Cast                                                     | Shelly Manne                                          | Shelly Manne, His Men and Orchestra; Arrangements et direction musicale : Johnny Williams; Capitol Records; Reparu en 1964, Capitol Records, Stereo.                                                                        |
| 1964  | Sound Stage!                                                                               | André Previn                                          | Big Band sous la direction de Johnny Williams; CBS; Réédité en 1976 The Jazz Piano of André Previn, Embassy Records; Réédité en 2014, Vocalion.                                                                             |
| 1965  | Manne–That's Gershwin!                                                                     | Shelly Manne                                          | Direction musicale : Johnny Williams; Capitol Records; Réédité en 1984, Discovery Records. |
| 1966  | The Magnificent Seven                                                                      | Elmer Bernstein                                       | Avec John Williams (piano); United Artists; Réédité en 1995, Tsunami; Réédité en 1998, Rykodisc; Réédité en 2004, Colosseum VSD & Varèse Sarabande.                                                                         |
| 1974  | Here Comes Inspiration                                                                     | Paul Williams                                         | "Dream Away" composé par Paul Williams & J. Williams; Arrangé et dirigé par John Williams; A&M Records |
| 1974  | Serge Prokofiev: Sonata for Cello & Piano; David Ward-Steinman: Duo for Cello & Piano      | Edgar Lustgarten                                      | Avec Edgar Lustgarten (violoncelle) et John Williams (piano); Réédité en 2006 Music for Cello and Piano by Sergei Prokofiev & David Ward-Steinman, Orion; Réédité pour téléchargement numérique en 2007, Marquis Classics.  |
| 1982  | Yes, Giorgio                                                                               | Luciano Pavarotti                                     | Chanson "If We Were In Love" composée par Alan et Marilyn Bergman/John Williams; Musique dirigée par Emerson Buckley et John Williams, London; Réédité en 2004, Decca.                                                      |
| 1984  | The Official Music of the 1984 Games                                                       | Artistes variés                                       | CBS; Aussi édité sous le nom The Official Music of the XXIIIrd Olympiad Los Angeles 1984, CBS; Réédité sur CD en 1984, CBS/Sony/Japon.                                                                                      |
| 1984  | With a Song in My Heart                                                                    | Jessye Norman                                         | John Williams/Boston Pops, Philips; Love Is Here To Stay : John Williams, piano; Réédité pour téléchargement numérique en 2014, Decca.                                                                                      |
| 1988  | 1988 Summer Olympics Album: One Moment in Time                                             | Artistes variés                                       | Présente une version éditée de Olympic Spirit, la version complète est toujours inédite; Arista |
| 1992  | Lucky to Be Me                                                                             | Jessye Norman                                         | Avec John Williams (piano); Philips. |
| 1996  | Lost in Space, Vol. 2 [Original Television Soundtrack]                                     | Artistes variés                                       | BO inédite (1967); GNP Crescendo. |
| 1996  | Land of the Giants                                                                         | Artistes variés                                       | BO inédites (1968/1969); GNP Crescendo. |
| 1997  | Cinema Serenade                                                                            | Itzhak Perlman                                        | Le Pittsburgh Symphony sous la direction de John Williams, Sony Classical; Réédité en K2 HD CD en 2011, Sony Classical; Réédité en SACD en 2015, Sony Classical                                                             |
| 1997  | The Time Tunnel                                                                            | Artistes variés                                       | BO inédite (1966); GNP Crescendo. |
| 1998  | Gershwin Fantasy                                                                           | Joshua Bell                                           | Le London Symphony sous la direction de John Williams, Sony Classical; Avec John Williams (piano): Three Preludes; Réédité en 2009 X2 Joshua Bell: Bernstein - Gershwin, Sony.                                              |
| 1999  | Keisuke Wakao plays music of John Williams                                                 | Keisuke Wakao                                         | Avec John Williams (piano): The Days Between...; Denon. |
| 1999  | Cinema Serenade 2: The Golden Age                                                          | Itzhak Perlman                                        | Le Boston Pops Orchestre sous la direction de John Williams, Sony Classical. |
| 1999  | Twilight Zone                                                                              | Artistes variés                                       | BO inédites (1959-1964); Avec John Williams (piano); 4-CD Set, Silva Treasury. |
| 2000  | Lost in Space, Vol. 3 [Original Television Soundtrack]                                     | Artistes variés                                       | BO inédites (1965-1968); GNP Crescendo. |
| 2002  | Studs Lonigan                                                                              | Jerry Goldsmith                                       | BO (1960); Avec John Williams (piano), Varèse Sarabande; Réédité en 2011, Quartet Records. |
| 2002  | Yo-Yo Ma Plays the Music of John Williams                                                  | Yo-Yo Ma                                              | Le Recording Arts Orchestra of Los Angeles sous la direction de John Williams; Sony Classical; Réédité en 2012, Sony Classical, Remasterisé; Réédité en SACD en 2016, Sony Classical; Réédité en 2017 2 LP, Music On Vinyl. |
| 2005  | John Williams Clarinet Concerto                                                            | Michele Zukovsky                                      | Clarinet Concerto: Los Angeles Philharmonic dirigé par John Williams, enregistré en 1991; David Blumberg Artists; Réédité pour téléchargement numérique en 2010, Michele Zukovsky.                                          |
| 2006  | Amazing Stories - Anthology 1                                                              | Artistes variés                                       | BO inédites (1985-1987); Quelques titres composés et dirigés par John Williams; Intrada. |
| 2006  | Amazing Stories - Anthology 2                                                              | Artistes variés                                       | BO inédites (1985-1987); Quelques titres composés et dirigés par John Williams; Intrada. |
| 2007  | Amazing Stories - Anthology 3                                                              | Artistes variés                                       | BO inédites (1985-1987); Quelques titres composés et dirigés par John Williams; Intrada. |
| 2009  | None But the Brave                                                                         | Morris Stoloff                                        | BO inédite (1965); Musique composée par John Williams, dirigée par Morris Stoloff; Avec Johnny Williams (piano): piste bonus Piano Theme; Film Score Monthly, FSM Vol. 12 No. 12.                                           |
| 2009  | Johnny Mercer: The Dreams's On Me                                                          | Aura McDonald                                         | Avec John Williams (piano): I Had Myself a True Love; TCM. |
| 2010  | TV Omnibus: Volume One (1962-1976)                                                         | Artistes variés                                       | Incluant la BO inédite du film The Eleventh Hour: The Bronze Locust (1963), musique composée et dirigée par Johnny Williams; Film Score Monthly, Vol. 13, No. 13.                                                           |
| 2011  | City of Fear                                                                               | Jerry Goldsmith                                       | BO inédite (1959); Avec John Williams (piano); Columbia; Intrada Special Collection. |
| 2012  | Music from Angela's Ashes                                                                  | Frank McCourt                                         | Musique composée et dirigée par John Williams/Boston Pops Orchestra, live au Koussevitzky Music Shed, 6 août, 2000; Digital Download, BSO Release.                                                                          |
| 2012  | Lerner and Loewe: "My Fair Lady", arranged for singers and jazz orchestra by John Williams | Performed by Dianne Reeves and Brian Stokes Mitchell. | Dianne Reeves et Brian Stokes Mitchell; Dirigé par John Williams/The Tanglewood Big Band Ensemble, live au Seiji Ozawa Hall, 9 août 2004; Téléchargement numérique, BSO Release.                                            |
| 2012  | James Taylor And Friends                                                                   | James Taylor                                          | Dirigé par John Williams/Boston Pops Esplanade Orchestra, live au Koussevitzky Music Shed, 30 août 2009; Téléchargement numérique, BSO Release.                                                                             |
| 2013  | We'll Paint You a Rainbow                                                                  | Christine Brewer                                      | Somewhere Over the Rainbow dirigé par John Williams. |
| 2014  | The Glenn Dicterow Collection                                                              | Glenn Dicterow                                        | Violon : Glenn Dicterow; "Schindler's List: Main Theme" enregistré devant public; Direction : John Williams; New York Philharmonic.                                                                                         |
| 2017  | Thunder Road - The Film Music of Jack Marshall                                             | Jack Marshall                                         | BO inédites de Thunder Road (1958), Take a Giant Step (1959) et The Rabbit Trap (1959); Thunder Road : Avec Johnny Williams (piano); La-La Land Records                                                                     |
| 2018  | Solo: A Star Wars Story [Original Motion Picture Soundtrack]                               | John Powell                                           | Musique composée et dirigée par John Powell, sauf la pièce The Adventures of Han composée et dirigée par John Williams; Musique originale de Star Wars par John Williams.                                                   |
| 2018  | Superman II & III: Limited Edition                                                         | Ken Thorne                                            | Certaines pistes de musique diégétique composées et interprétées par John Williams; La-La Lands Records. |
| 2018  | Land of the Giants 50th Anniversary Soundtrack Collection: Limited Edition                 | Artistes variés                                       | Quelques titres composés et dirigés par John William; La-La Lands Records. |
| 2019  | Hooten Plays Williams                                                                      | Thomas Hooten                                         | Musique composée et dirigée par John Williams/Recording Arts Orchestra of Los Angeles; Thomas Hooten. |
| 2019  | Across The Stars                                                                           | Anne-Sophie Mutter                                    | Musique composée et dirigée par John Williams/Recording Arts Orchestra of Los Angeles; Aussi édité en 'Deluxe Edition' CD+DVD contenant 5 pistes bonus; Deutsche Grammophon.                                                |

## Autres albums

### Contes et histoires audio
Pour des raisons de pertinence, cette section omet volontairement les « Livres audio ». Depuis les années 1990, plus de cent livres audio de Star Wars sont parus et la majorité utilise la musique originale des films composée et dirigée par John Williams.
| Année | Album                                                     | Autre(s) artiste(s) | Notes |
| ----- | --------------------------------------------------------- | ------------------- | --- |
| 1977  | The Story of Star Wars: From the Original Soundtrack      | Various Artists     | Musique originale du film composée et dirigée par John Williams; 20th Century Fox Records; Réédité en 1977, Buena Vista Records; Pressages internationaux en français, espagnol, allemand et japonais. |
| 1980  | The Empire Strikes Back: The Adventures Of Luke Skywalker | Various Artists     | Musique originale du film composée et dirigée par John Williams; RSO; Réédité en 1980 The Story Of The Empire Strikes Back, Star Wars - The Empire Strikes Back, Buena Vista Records; Pressages internationaux en français, espagnol et allemand.                                                                      |
| 1981  | Raiders Of The Lost Ark: The Movie On Record              | Various Artists     | Musique originale du film composée et dirigée par John Williams; Columbia; Pressages internationaux en français. |
| 1982  | E.T. The Extra-Terrestrial                                | Michael Jackson     | Musique originale du film composée et dirigée par John Williams; Narration : Michael Jackson; MCA Records. |
| 1983  | The Story of Return of the Jedi                           | Various Artists     | Musique originale du film composée et dirigée par John Williams; Buena Vista Records; Réédité en 1983 Star Wars - Return of the Jedi, Buena Vista Records; Pressages internationaux en français, espagnol et allemand.                                                                                                 |
| 1984  | The Story Of Indiana Jones And The Temple Of Doom         | Various Artists     | Musique originale du film composée et dirigée par John Williams; Buena Vista Records; Réédité en 1984 Indiana Jones And The Temple Of Doom, Buena Vista Records; Pressages internationaux en français. |
| 1989  | The Story Of Indiana Jones And The Last Crusade           | Various Artists     | Musique originale du film composée et dirigée par John Williams; Buena Vista Records; Pressages internationaux en français. |
| 1993  | The Original Radio Drama: Star Wars                       | Various Artists     | Musique originale du film composée et dirigée par John Williams; 7 CD set, National Public Radio; Réédité en 2013 Star Wars: A New Hope – The Original Radio Drama, Topps 'Light Side' Collector's Edition, Star Wars: A New Hope – The Original Radio Drama, Topps 'Dark Side' Collector's Edition, HighBridge Audio. |
| 1993  | The Original Radio Drama: The Empire Strikes Back         | Various Artists     | Musique originale du film composée et dirigée par John Williams; 5 CD set, National Public Radio. |
| 1993  | The Original Radio Drama: Return of the Jedi              | Various Artists     | Musique originale du film composée et dirigée par John Williams; 3 CD set, National Public Radio. |
| 1996  | Star Wars: The Collector's Limited Edition Trilogy        | Various Artists     | Musique originale du film composée et dirigée par John Williams; The Original Radio Drama (15 CD set), HighBridge Audio, Compilation; Réédité en 2007 Star Wars: The Complete Trilogy (15 CD), HighBridge Audio, Compilation.                                                                                          |
| 1999  | Star Wars: Crimson Empire                                 | Various Artists     | Musique originale du film composée et dirigée par John Williams; Audio Drama (2 CD); Contient une version longue et inédite du Finale de The Empire Strikes Back; HighBridge Company. |

### Compilations d'artistes variés
| Année | Titre(s) | Album                                                                   | Notes |
| ----- | --- | ----------------------------------------------------------------------- | --- |
| 1961  | "Theme From 'Checkmate'" | Twelve Big Hits!                                                        | Composé et dirigé par Johnny Williams; Columbia. |
| 1985  | "Main Title (Theme From Jaws)", "Flying (From E.T., The Extra-Terrestrial)", "The River (From The River)", "Over The Moon (From E.T., The Extra-Terrestrial)".  | Movie Greats                                                            | Quelques titres composés et dirigés par John Williams; MCA. |
| 1986  | "Maria", "The Second Time Around", "The Pleasure Of Her Company"                                                                                                | On The Street Where You Live: Vic Damone's Best                         | Avec Vic Damone; Quelques titres dirigés par John Williams, CBS. |
| 1990  | "Jerom Kern: Very warm for May", "Richard Rodgers: Spring is here", "George Gershwin: Love is here to stay", "Cole Porter: In the still of the night"           | The Jessye Norman Collection                                            | Avec Jessye Norman; Quelques titres dirigés par John Williams/Boston Pops, Philips. |
| 1991  | "Born on the Fourth of July (remix)" | Reel Music (Soundtrack Sampler From MCA)                                | Composé et dirigé par John Williams; MCA, 2 CD Promo Compilation. |
| 1992  | "Love is here to stay" | Classics                                                                | Avec Jessye Norman; John Williams, piano, Philips. |
| 1992  | "Somewhere In My Memory", "Merry Christmas, Merry Christmas", "Christmas Star"                                                                                  | Home Alone 2 Lost In New York - Original Soundtrack Album               | Quelques titres composés et dirigés par John Williams; "Somewhere In My Memory" interprétée par Bette Middler; Arista/BMG Special Products. |
| 1993  | "Fanfare for the Common Man", "West Side Story: Selection", "A String of Pearls"                                                                                | Great Concert Halls of the World: Symphony Hall, Boston                 | Quelques titres dirigés par John Williams/Boston Pops, Philips. |
| 1993  | "Somewhere In My Memory", "Merry Christmas, Merry Christmas", "Carol Of The Bells"                                                                              | Home Alone Christmas                                                    | Quelques titres composés et dirigés par John Williams; Arista/BMG Special Products. |
| 1994  | "Candide: Make our garden grow" | Greatest Hits - Bernstein                                               | Dirigé par John Williams/Boston Pops Orchestra, Sony. |
| 1994  | "The Washington Post March", "Colonel Bogey March", "The Raider's March from Raiders of the Lost Ark", etc.                                                     | Marches - Greatest Hits                                                 | Quelques titres composés et dirigés par John Williams/Boston Pops Orchestra, Sony. |
| 1994  | "Strike up the band" | Gershwin - Greatest Hits                                                | Dirigé par John Williams/Boston Pops Orchestra, Sony. |
| 1994  | | The Jazz Sound From Peter Gunn                                          | Avec Henry Mancini; Johnny T. Williams, piano, Fresh Sound Records. |
| 1995  | "Maid With The Flaxen Hair", "Suite bergamasque - Clair de lune"                                                                                                | Debussy For Daydreaming                                                 | Dirigé par John Williams/Boston Pops Orchestra, Philips. |
| 1995  | "Simple Gifts" | Ballet - Greatest Hits                                                  | Dirigé par John Williams/Boston Pops Orchestra, Sony. |
| 1996  | "Copland: Fanfare For The Common Man", "Gould: American Salute", "America, The Beautiful", etc.                                                                 | Boston Pops: America the Beautiful                                      | Quelques titres dirigés par John Williams/Boston Pops Orchestra, Philips; Réédité pour téléchargement numérique en 2014, Decca. |
| 1996  | "Maid With The Flaxen Hair", "Suite bergamasque - Clair de lune"                                                                                                | Quiet Music for Quiet Times                                             | Dirigé par John Williams/Boston Pops Orchestra, Philips. |
| 1996  | "The Flying Theme (E.T.)", "We're Off To See The Wizard", "When You Wish Upon A Star", etc.                                                                     | Boston Pops: Wish Upon a Star                                           | Quelques titres composés et dirigés par John Williams/Boston Pops Orchestra, Philips. |
| 1996  | "Lost in Space, The Time Tunnel, The Land of Giants, etc." | The Fantasy Worlds of Irwin Allen [Original Television Soundtracks]     | 6-CD, Quelques titres composés et dirigés par John Williams, GNP Crescendo. |
| 1996  | "Lost in Space, The Time Tunnel, The Land of Giants, etc." | The Fantasy Worlds of Irwin Allen: Special Bonus Disc                   | Quelques titres composés et dirigés par John Williams, GNP Crescendo. |
| 1997  | "Superman - Love Theme", etc. | Boston Pops: Romance Classics                                           | Quelques titres composés et dirigés par John Williams/Boston Pops Orchestra, Philips. |
| 1997  | "NBC News Theme (a.k.a The Mission)", etc. | The Music of NBC News Volume II                                         | Quelques titres composés et dirigés par John Williams; NBC News, Promo CD. |
| 1998  | "Sleigh Ride", "We Wish You a Merry Christmas" | I'll Be Home For Christmas                                              | Quelques titres dirigés par John Williams/Boston Pops Orchestra; Sony. |
| 1999  | "End Credits & End Titles (from Family Plot)" | Alfred Hitchcock Presents... Signatures in Suspense                     | Composé et dirigé par John Williams; Hip-O Records. |
| 1999  | "2001: A Space Odyssey (Also Sprach Zarathustra-Intro)", "Star Wars (Main Title)", "Jaws: Main Title (Theme)", etc.                                             | Reel Blockbusters                                                       | Quelques titres composés et dirigés par John Williams; Hip-O Records. |
| 1999  | | Music In Film                                                           | Quelques titres composés et dirigés par John Williams; Sony Classical. |
| 2000  | "Saving Private Ryan: Hymn To The Fallen" | Critic's Choice: Leonard Maltin's Best Movie Themes of the '90s         | Composé et dirigé par John Williams; Atlantic. |
| 2000  | "NBC News Theme (a.k.a The Mission)", etc. | The Music of NBC News 2000                                              | Quelques titres composés et dirigés par John Williams; NBC News, Promo CD. |
| 1999  | "Presumed Innocent: End Credits", "Stanley & Iris: End Credits", "The Cowboys: Main Title"                                                                      | Great Composers: John Williams                                          | Quelques titres dirigés par John Williams; Varèse Sarabande. |
| 2000  | | Don't Make Waves/Penelope                                               | Musique de Penelope (1966) composée et dirigée par John Williams; Chapter III. |
| 2011  | | Music from M Squad/The Music From Mickey Spillane's 'Mike Hammer'       | Avec Stanley Wilson; M Squad : Quelques titres composés par John Williams, piano; Collectables Records; Reissued in 2014, Fresh Sound Records. |
| 2001  | "American Collection Theme" | Classic Yo-Yo                                                           | Avec Yo-Yo Ma; Enregistrement inédit avec le Recording Arts Orchestra of Los Angeles; Sony Classical. |
| 2002  | "Schindler's List: Main Theme", "Now, Voyager: Main Theme", "Four Horsemen of the Apocalypse: Main Theme", etc.                                                 | Classic Perlman: Rhapsody                                               | Avec Itzhak Perlman; Quelques titres composés et dirigés par John Williams; Sony Classical. |
| 2002  | " Saving Private Ryan - Hymn to the Fallen", " Raiders of the Lost Ark - Raiders of the Lost Ark"                                                               | Paramount Pictures' 90th Anniversary Memorable Scores                   | Quelques titres composés et dirigés par John Williams; Sony Classical. |
| 2002  | "Battle Hymn Of The Republic", "Gould-American Salute" | Mark Twain's America                                                    | Quelques titres dirigés par John Williams; Decca. |
| 2002  | "Sabrina: End Credits" | Great Movie Love Themes                                                 | Composé et dirigé par John Williams; Varèse Sarabande. |
| 2003  | "Stanley & Iris: End Credits" | Varèse Sarabande: A 25th Anniversary Celebration                        | Composé et dirigé par John Williams; Varèse Sarabande. |
| 2003  | "Presumed Innocent: End Credits" | Varese Sarabande: A 25th Anniversary Celebration, Vol. 2                | Composé et dirigé par John Williams; Varèse Sarabande. |
| 2003  | "Across The Stars (from Star Wars Episode II)" | Classics For A New Century                                              | Composé et dirigé par John Williams; Sony. |
| 2003  | "La fille aux cheveux de lin" | Debussy - Greatest Hits                                                 | Dirigé par John Williams/Boston Pops Orchestra, Decca. |
| 2003  | "America The Beautiful", "This Land Is Your Land", "Liberty Fanfare"                                                                                            | Enduring Freedom - America's Greatest Hits                              | Quelques titres composés et dirigés par John Williams/Boston Pops Orchestra, Decca. |
| 2004  | "Because", "Whither Thou Goest", "Trees", etc. | Come on Children, Let's Sing/Great Songs of Love and Faith              | Avec Mahalia Jackson; Quelques titres dirigés par John Williams, Sony. |
| 2004  | "Strike up the Band" | Gershwin: Strike Up the Band; Piano Concerto in F; Three Preludes; etc. | Dirigé par John Williams/Boston Pops Orchestra, Universal Classics. |
| 2004  | "This Land Is Your Land", "American Salute" | America's Greatest Hits                                                 | Quelques titres dirigés par John Williams/Boston Pops Orchestra, Universal. |
| 2004  | "Strike up the Band" | Gershwin Without Words                                                  | Dirigé par John Williams/Boston Pops Orchestra, Decca. |
| 2004  | "Gershwin: Strike Up The Band", "Gershwin: Selections From 'Girl Crazy'"                                                                                        | Gershwin - Greatest Hits                                                | Quelques titres dirigés par John Williams/Boston Pops Orchestra, Decca.pe |
| 2005  | | Lost in Space 40th Anniversary Edition                                  | Quelques titres composés et dirigés par John Williams; La-La Land Records. |
| 2005  | "Falling in Love With Love", "In the Still of the Night", "Spring Is Here", etc.                                                                                | The Jessye Norman Collection - The Songbooks                            | Avec Jessye Norman; Incluant les albums With a Song in My Heart & Lucky to Be Me; Dirigé et interprété par John Williams/Boston Pops; Phillips. |
| 2005  | "Old and Lost Rivers" | Classical Cuisine - American Barbeque                                   | Dirigé par John Williams/London Symphony Orchestra, Sony. |
| 2005  | "Worry-go-round", "The boy next door", "Body and soul", "Out of nowhere", "Coquette"                                                                            | Don Fagerquist: Portrait Of A Great Jazz Artist                         | Avec Russell Garcia et son orchestre; John Williams, piano; Fresh Sound Records. |
| 2005  | | Los Angeles River                                                       | Avec Russell Garcia and His Orchestra; John Williams, piano; Fresh Sound Records. |
| 2006  | "Star Wars, Episode IV – A New Hope: Main Title", "E.T. The Extra-Terrestrial: Flying Theme", "Jaws: Theme", "Close Encounters of the Third Kind: The Dialogue" | The Essential Hollywood                                                 | Quelques titres composés et dirigés par John Williams & The London Symphony Orchestra; Sony Classical. |
| 2006  | "Fantasy for violin & orchestra on Porgy and Bess", "Preludes (3) for piano", "I Got Rhythm", etc.                                                              | The Joshua Bell Collection                                              | Avec Joshua Bell; Incluant l'album de 1998 Gershwin Fantasy dirigé et interprété par John Williams/London Symphony Orchestra; Sony Classical. |
| 2006  | | Not With My Wife, You Don't!/Any Wednesday                              | Not With My Wife, You Don't!: musique composée et dirigée par John Williams; Film Score Monthly. |
| 2006  | | Diamond Head/Gone With the Wave                                         | Diamond Head : musique composée et dirigée par John Williams; Film Score Monthly. |
| 2006  | | Bell, Book and Candle/1001 Arabian Nights                               | Avec George Duning; Bell, Book and Candle : John Williams, piano; Film Score Monthly. |
| 2006  | "Home Alone: Holiday Flight", "Home Alone: The House" | Fox Music: Top Shelf Library                                            | Coffret de 5 CD; Fox Music. |
| 2006  | "With a song in my heart" | Between Love And Loss                                                   | Avec Jessye Norman; Dirigé par John Williams/Boston Pops, Philips. |
| 2007  | "Allegro ben ritmato e deciso from Three Preludes", "Nice Work If You Can Get It", "I Got Rhythm", "Love Is Here To Stay"                                       | The Essential Joshua Bell                                               | Avec Joshua Bell; Extraits de l'albums de 1998 Gershwin Fantasy dirigés et interprétés par John Williams/London Symphony Orchestra, Sony Classical. |
| 2007  | "We wish you a merry Christmas" | The Ultimate Classical Christmas                                        | Dirigé par John Williams/Boston Pops Orchestra; Sony. |
| 2007  | "Going to School" | Appassionato                                                            | Avec Yo-Yo Ma. Composé et accompagné au piano par John Williams; Sony Classical. |
| 2007  | | Exploring New Sounds                                                    | Avec Pete Rugolo and His Orchestra; John T. Williams, piano; Fresh Sound Records. |
| 2008  | "Theme From Superman", "Prelude and Main Title", "The Planet Krypton", etc.                                                                                     | Superman: The Music                                                     | Coffret de 8 CD, incluant du matériel inédit; Superman: The Movie - Musique composée et dirigée par John Williams ; Superman II - Musique composée et dirigée par Ken Thorne, d'après des thèmes originaux de John Williams ; Superman III - Musique composée et dirigée par Ken Thorne, Thèmes originaux de Superman composés par John Williams; Superman IV: The Quest for Peace - Musique de John Williams, adaptée et dirigée par Alexander Courage ; Film Score Monthly. |
| 2009  | "Memoirs of a Geisha Suite" | Yo-Yo Ma - 30 Years Outside the Box                                     | Avec Yo-Yo Ma; Inédit enregistré live en 2008, avec le Chicago Symphony Orchestra sous la direction de John Williams; Sony. |
| 2009  | "With a song in my heart" | Honor! A celebration of the African American Cultural Legacy            | Avec Jessye Norman; Dirigé par John Williams/Boston Pops, Decca. |
| 2010  | "Theme From Superman" | The Music Of DC Comics: 75th Anniversary Collection                     | Composé et dirigé par John Williams, WaterTower Music |
| 2011  | "The Poseidon Adventure: Main Title", "The Paper Chase: End Title", "Conrack: Main Title", "The Fury: For Gillian/End Title"                                    | 20th Century Fox: 75 Years of Great Film Music                          | Quelques titres composés et dirigés par John Williams; Colosseum/Varèse Sarabande. |
| 2011  | "Jaws: Main Titles/First Victim Theme" | Creepy Classics: Halloween's Greatest Hits                              | Composé et dirigé par John Williams, Deutsche Grammophon. |
| 2011  | "Out of Africa: Love Theme", "Star Wars: Princess Leia's Theme"                                                                                                 | Classic Love At The Movies                                              | Quelques titres composés et dirigés par John Williams/Boston Pops Orchestra, Decca. |
| 2011  | "This Land Is Your Land", "Copland: Rodeo - Hoe-Down", "Gould: American Salute", "America, The Beautiful"                                                       | Celebrate America - Songs for the 4th of July                           | Quelques titres dirigés par John Williams/Boston Pops Orchestra, Decca. |
| 2011  | | Remembers John Kirby/The Big Small Bands                                | Avec Dave Pell; The Big Small Bands : Johnny Williams, piano et orgue; Fresh Sound Records. |
| 2011  | | Meet Mr. Roberts/Bottoms Up                                             | Avec George Roberts And His Big Bass Trombone; Bottoms Up : Dirigé et arrangé par John T. Williams, piano; Fresh Sound Records. |
| 2011  | "Seven Years in Tibet" | Impressions                                                             | Avec Yo-Yo Ma; Composé et dirigé par John Williams; Sony Classical; Réédité en 2012, Sony Classical, Remasterisé |
| 2014  | "Les parapluies de Cherbourg: I Will Wait for You", "Henry V: Orchestral Suite - no 4, Touch her soft lips and part", "Modern Times: Smile", etc.               | Concertos, Sonatas and more...                                          | Avec Itzhak Perlman; Quelques titres composés et dirigés par John Williams; Sony Classical. |
| 2014  | | André Previn in Hollywood/Soft and Swinging                             | Avec André Previn; André Previn in Hollywood : Arrangements & Direction par Johnny Williams; Vocalion. |
| 2014  | | Calypso/Belafonte                                                       | Avec Harry Belafonte; Calypso : John T. Williams, piano (non crédité); Jackpot Records. |
| 2014  | "Little David Play On Your Harp", "The Love Of God", "I Want To Be A Christian", etc.                                                                           | Complete Mahalia Jackson Vol.12 - 1961                                  | Avec Mahalia Jackson; Incluant l'album de 1962 Everytime I Feel The Spirit dirigé par John Williams, Fremeaux & Associes. |
| 2014  | | Johnny Staccato/The Man With The Golden Arm                             | Avec Elmer Bernstein; Staccato : John Williams, piano; Fresh Sound Records. |
| 2015  | | Lost in Space 50th Anniversary Soundtrack Collection                    | 12 CD incluant du matériel inédit; Quelques titres composés et dirigés par John Williams; Autre musique par Hans J. Salter, Herman Stein, Richard LaSalle, Frank Comstock, Fred Steiner, Jeff Alexander, Warren Barker, Leith Stevens, Alexander Courage, Robert Drasnin, Cyril J. Mockridge, Gerald Fried, Pete Rugolo and Joseph Mullendore; La-La Land Records. |
| 2015  | | Checkmate/Hong Kong                                                     | Avec Lionel Newman; Les pistes de "Checkmate" sont composées et arrangées par Johnny Williams; Fresh Sound Records. |
| 2015  | | Rhythm in Motion/So Nice! with Johnny Desmond                           | Avec Johhny Desmond; Musique arrangée et dirigée par Johnny Williams; Quelques titres avec Johnny Williams au piano; Trois pièces bonus composées et interprétées par Johnny Williams : Tuesday's Theme, The Black Knight, Augie's Great Piano; Fresh Sound Records. |
| 2016  | "The Flying Sequence / Can You Read My Mind (Feat. Margot Kidder)", "Lex Luthor's Lair"                                                                         | The Music Of DC Comics: Volume 2                                        | Composé et dirigé par John Williams, WaterTower Music |
| 2017  | "Olympic Hymn" | Bernstein: Chamber & Concert Music                                      | Dirigé par John Williams/Boston Pops Orchestra; Sony. |
| 2017  | "Olympic Hymn" | Leonard Bernstein: The Composer                                         | Dirigé par John Williams/Boston Pops Orchestra; Sony. |
| 2017  | "Theme (from Sugarland Express)" | The Real... Toots Thielemans                                            | Avec Toots Thielemans; Dirigé par John Williams/Boston Pops Orchestra; Legacy Recordings. |
| 2017  | | Peyton Place/Hemingway's Adventures of a Young Man                      | Avec Franz Waxman; Hemingway's Adventures of a Young Man: avec Johnny Williams (piano); La-La Land Records |
| 2017  | "Treesong", "Concerto for Violin and Orchestra", "Three Pieces from Schindler's List for Solo Violin and Orchestra"                                             | Boston Symphony Orchestra: Complete Recordings on Deutsche Grammophon   | "Treesong, Violin concerto": musique composée et dirigée par John Williams/BSO, Deutsche Grammophon |
| 2017  | | Harry Potter: Original Motion Picture Soundtracks I-V                   | Harry Potter and the Sorcerer's Stone (2001), Harry Potter and the Chamber of Secrets (2002), Harry Potter and the Prisoner of Azkaban (2004) : musique composée et dirigée par John Williams; Harry Potter and the Goblet of Fire (2005) : musique composée et dirigée par Patrick Doyle; Harry Potter and the Order of the Phoenix (2007) : musique composée par Nicholas Hooper; Rhino                                                                                     |
| 2017  | "Fantasy For Violin And Orchestra On Porgy And Bess", "Three Preludes", "Songs For Violin And Orchestra", etc                                                   | Joshua Bell: The Classical Collection                                   | "Gershwin Fantasy": musique dirigée par John Williams/London SO, Sony Classical |
| 2017  | "Season One And Two Main Title Theme", "Season One And Two End Title Theme", "Season Three Main Title Theme", etc                                               | Lost in Space: Title Themes from the Hit TV Series                      | Quelques titres composés et dirigés par John Williams, Spacelab9. |

## Discographie en tant que compositeur
John Williams a enregistré lui-même la plupart de ses compositions. Toutefois, il y a quelques exceptions et cette section est donc complémentaire à la discographie principale. De plus, elle contient une section spéciale dédiée à toutes ses œuvres concertantes qui ont été enregistrées. Comme la musique de film de John Williams est aimée du public, elle a beaucoup été enregistrée et continue de l'être, une section comprenant une sélection de ses œuvres enregistrées par d'autres artistes est également incluse.

### BO dirigées par d'autres
| Year | Album                                                                        | Label              | Notes |
| ---- | ---------------------------------------------------------------------------- | ------------------ | --- |
| 1959 | Wagon Train [Original TV Music From]                                         | Mercury Records    | Certaines pistes composées par Johnny Williams. Dirigé par Stanley Wilson; Réédité pour téléchargement numérique en 2011, Red Bitch Music.                                             |
| 1959 | The Music From M Squad                                                       | RCA Victor         | Certaines pistes composées par Johnny Williams. Dirigé par Stanley Wilson; Réédité en 1996, RCA Victor.                                                                                |
| 1981 | Thomas And The King (Musical)                                                | TER                | Musique de John Williams, paroles de James Harbert, livret de Edward Anhalt.; Orchestrations par Herbert W. Spencer, dirigé par Ian Macpherson; Réédité en 1998, Jay Records.          |
| 2002 | Harry Potter and the Chamber of Secrets [Original Motion Picture Soundtrack] | Atlantic           | Musique de John Williams, adapté et dirigé par William Ross; Réédité pour téléchargement numérique en 2005, Atlantic Records; Réédité en 2018 sur 2 LP, Nonesuch/Warner Sunset Records |
| 2008 | Superman IV: The Quest for Peace (Superman: The Music)                       | Film Score Monthly | BO inédite (1987); Musique de John Williams, adapté et dirigé par Alexander Courage; Extrait du coffret 8 CD 'Superman: The Music'.                                                    |
| 2009 | None But the Brave                                                           | Film Score Monthly | BO inédite (1965); Musique de John Williams, dirigé par Morris Stoloff; Piano sur la piste Bonus 'Piano Theme' : Johnny Williams.                                                      |

### BO utilisant les thèmes de John Williams
| Year | Album                                                                   | Label                           | Notes |
| ---- | ----------------------------------------------------------------------- | ------------------------------- | --- |
| 1980 | Airplane!                                                               | Regency                         | Musique composée et dirigée par Elmer Bernstein, thème original de Jaws par John Williams.                                                            |
| 1980 | Superman II                                                             | Warner Bros.                    | Musique composée et dirigée par Ken Thorne, d'après du matériel original de John Williams.                                                            |
| 1983 | Superman III                                                            | Warner Bros.                    | Musique composée et dirigée par Ken Thorne, thèmes originaux de Superman par John Williams.                                                           |
| 1984 | Supergirl                                                               | Varèse Sarabande                | Musique composée et dirigée par Jerry Goldsmith, Thème original de Superman par John Williams.                                                        |
| 1986 | Ewoks                                                                   | Varèse Sarabande                | Musique composée par Peter Bernstein, thème original "Parade of the Ewoks" par John Williams.                                                         |
| 1996 | Star Wars: Shadows Of The Empire                                        | Varèse Sarabande                | Musique composée par Joel McNeely, thèmes originaux "Star Wars" et "Imperial March" par John Williams.                                                |
| 2000 | Jaws: The Revenge                                                       | MSML                            | BO inédite (1987); Musique composée et dirigée par Michael Small, thème original de Jaws par John Williams.                                           |
| 2001 | Jurassic Park III                                                       | Universal                       | Musique composée par Don Davis, thèmes originaux de Jurassic Park par John Williams                                                                   |
| 2003 | Star Wars Knights Of The Old Republic Video Game Soundtrack             | Sony Classical                  | Musique composée par Jeremy Soule, thème original de Star Wars par John Williams.                                                                     |
| 2005 | Harry Potter and the Goblet of Fire                                     | Warner Bros. Records            | Musique composée et dirigée par Patrick Doyle, thème original de Hedwige par John Williams.                                                           |
| 2006 | Superman Returns                                                        | Rhino Entertainment Company     | Musique composée par John Ottman, thème original de Superman par John Williams.                                                                       |
| 2007 | Harry Potter And The Order Of The Phoenix                               | Warner Sunset Records           | Musique composée par Nicholas Hooper, thème original de Hedwige par John Williams.                                                                    |
| 2008 | Star Wars: The Force Unleashed                                          | Force Records                   | Musique composée par Mark Griskey, thème original de Star Wars par John Williams.                                                                     |
| 2008 | Star Wars: The Clone Wars                                               | Sony Classical                  | Musique composée et dirigée par Kevin Kiner, thèmes originaux de Star Wars par John Williams.                                                         |
| 2009 | Harry Potter And The Half-Blood Prince                                  | New Line Records                | Musique composée par Nicholas Hooper, thème original de Hedwige par John Williams.                                                                    |
| 2010 | Harry Potter And The Deathly Hallows Part 1                             | WaterTower Music                | Musique composée par Alexandre Desplat, thème original de Hedwige par John Williams.                                                                  |
| 2011 | Harry Potter And The Deathly Hallows Part 2                             | WaterTower Music                | Musique composée par Alexandre Desplat, thème original de Hedwige par John Williams.                                                                  |
| 2013 | Indiana Jones and the Fate of Atlantis                                  | Rich Douglas                    | Musique arrangée par Rich Douglas et composée par Clint Bajakian, Peter McConnell & Michael Land, thème original de Raider's March par John Williams. |
| 2014 | Star Wars: The Clone Wars – Original Soundtrack Seasons One Through Six | Walt Disney Records             | Musique composée et dirigée par Kevin Kiner, thèmes originaux de Star Wars par John Williams.                                                         |
| 2015 | Jaws 3-D                                                                | Intrada Special Collection      | BO inédite (1983); Musique composée et dirigée par Alan Parker, thème original de Jaws par John Williams.                                             |
| 2015 | Jurassic World                                                          | Backlot Music 605               | Musique composée par Michael Giacchino, thèmes originaux de Jurassic Park par John Williams.                                                          |
| 2016 | Star Wars: Rebels – Season One                                          | Walt Disney Records             | Musique composée et dirigée par Kevin Kiner, thèmes originaux de Star Wars par John Williams.                                                         |
| 2016 | Star Wars: Rebels – Season Two                                          | Walt Disney Records             | Musique composée et dirigée par Kevin Kiner, thèmes originaux de Star Wars par John Williams.                                                         |
| 2016 | Fantastic Beasts And Where To Find Them                                 | Sony Classical/WaterTown Music  | Musique composée par James Newton Howard, thème original de Hedwige par John Williams.                                                                |
| 2016 | Rogue One: A Star Wars Story – Original Motion Picture Soundtrack       | Walt Disney Records             | Musique composée par Michael Giacchino, musique originale de Star Wars par John Williams.                                                             |
| 2017 | Justice League                                                          | Sony Classical/WaterTower Music | Musique composée par Danny Elfman, thème original de Superman par John Williams.                                                                      |
| 2018 | Lost in Space – Original Series Soundtrack                              | Lakeshore Records               | Musique composée par Christopher Lennertz, thème original de Lost in Space par John Williams.                                                         |
| 2018 | Jurassic World: Fallen Kingdom – Original Motion Picture Soundtrack     | Backlot Music                   | Musique composée par Michael Giacchino, thèmes originaux de Jurassic Park par John Williams.                                                          |

### Œuvres concertantes
| Année compos. | Titre (VO)                                                                      | Première   | Artistes de la première | Année sortie | Album | Notes |
| ------------- | ------------------------------------------------------------------------------- | ---------- | --- | ------------ | --- | --- |
| 1965          | Prelude and Fugue                                                               | 1965-03-29 | Stan Kenton/L.A. Neophonic Orchestra | 1965         | Stan Kenton Conducts the Los Angeles Neophonic Orchestra, Capitol Records; Réédité en 1998, Capitol Jazz. | |
| 1965          | Essay for Strings                                                               | 1965-12-06 | André Previn/Huston Symphony | 2002         | John Williams Trumpet Concerto featuring Arturo Sandoval recording (Ronald Feldman/London Symphony) | |
| 1965          | Essay for Strings                                                               | 1965-12-06 | André Previn/Huston Symphony | 2013         | American Masters (Dirk Brosse/Chamber Orchestra of Philadelphia) (téléchargement numérique) | |
| 1965          | Prelude and Fugue                                                               | 1965-03-29 | Stan Kenton/L.A. Neophonic Orchestra | 2006         | Family Album (Michael J. Colburn/U.S. Marine Band) | |
| 1968          | Sinfonietta for Wind Ensemble                                                   |            | Donald Hunsberger/Eastman Wind Ensemble | 1968         | LP original paru sur Deutsche Grammophon, réédité au Japon en 2005 (Donald Hunsberger/Eastman Wind Ensemble) | Composé en 1968 pour le Eastman Wind Ensemble |
| 1969          | Concerto for Flute and Orchestra                                                | 1981       | Leonard Slatkin/Saint Louis Symphony Orchestra – St. Louis | 1992         | Violin Concerto/Flute Concerto (Leonard Slatkin/London Symphony – Peter Lloyd, flute; enregistré en 1983); Réédité pour téléchargement numérique en 2014, Varèse Sarabande.                                                                                 | Composé en 1969, joué pour la première fois en 1981. |
| 1971          | A Nostalgic Jazz Odyssey                                                        | 1971       | Donald Hunsberger/Eastman Wind Ensemble – Eastman, Georgia | 2015         | John Williams For Winds – Music for Cinema and Beyond (The United States Coast Guard Band, Captain Kenneth W. Megan) (Streaming gratuit) | Composé pour le Eastman Wind Ensemble |
| 1976          | Concerto for Violin and Orchestra                                               | 1981-01-29 | Leonard Slatkin/Saint Louis Symphony – Mark Peskanov, violon – St. Louis | 1992         | Violin Concerto/Flute Concerto (Leonard Slatkin/London Symphony – Mark Peskanov, violon; enregistré en 1983); Réédité pour téléchargement numérique en 2014, Varèse Sarabande.                                                                              | Composé à la suggestion de feu Barbara Ruick, première épouse du compositeur. Débuté en 1974, peu après le décès de Mme Ruick, et terminé en 1976. |
| 1976          | Concerto for Violin and Orchestra, rev. 1998                                    | 1981-01-29 | Leonard Slatkin/Saint Louis Symphony – Mark Peskanov, violon – St. Louis | 2001         | Treesong (John Williams/Boston Symphony Orchestra – Gil Shaham, violin) | Composé à la suggestion de feu Barbara Ruick, première épouse du compositeur. Débuté en 1974, peu après le décès de Mme Ruick, et terminé en 1976. |
| 1976          | Concerto for Violin and Orchestra, rev. 1998                                    | 1981-01-29 | Leonard Slatkin/Saint Louis Symphony – Mark Peskanov, violon – St. Louis | 2011         | Digital Release (Leonard Slatkin/Detroit Symphony – Emmanuelle Boisvert, violon) | Composé à la suggestion de feu Barbara Ruick, première épouse du compositeur. Débuté en 1974, peu après le décès de Mme Ruick, et terminé en 1976. |
| 1980          | Fanfare for a Festive Occasion                                                  | 1980-11-14 | Max Hobart/Boston Civic | 2011         | Sound the Bells! – American Premières for Brass (Alasdair Neale/The Bay Brass) | Composé en 1980 pour le Boston Civic Orchestra. |
| 1980          | Jubilee 350 Fanfare                                                             | 1980-09-21 | John Williams/Boston Pops – Boston | 2002         | American Journey (John Williams/Recording Arts Orchestra of Los Angeles) | Composé en 1980, pour les célébrations entourant le 350e anniversaire de la ville de Boston. Dédicace originale : « To the City of Boston ». |
| 1981          | Pops on the March                                                               | 1981-04-28 | John Williams/Boston Pops – Boston | 1991         | I Love A Parade (John Williams/Boston Pops) | Commande d'Arthur Fiedler en 1978, composé en 1981. |
| 1982          | America, The Dream Goes On                                                      | 1983       | John Williams/Boston Pops – Boston | 1985         | America, The Dream Goes On (John Williams/Boston Pops) | Composé en 1982, avec paroles de Alan et Marilyn Bergman, pour voix seule, chœur et orchestre. |
| 1982          | America, The Dream Goes On                                                      | 1983       | John Williams/Boston Pops – Boston | 1990         | America, the Dream Goes On (Andrew Lane/Orlando Pops); Même enregistrement sur 'John Williams, the Dream Goes on' (Andrew Lane/Orlando Pops), 1997. | Composé en 1982, avec paroles de Alan et Marilyn Bergman, pour voix seule, chœur et orchestre. |
| 1982          | America, The Dream Goes on                                                      | 1983       | John Williams/Boston Pops – Boston | 2002         | The Dream Goes On (Ralph M. Gambone/United States Navy Band & Sea Chanters Chorus) | Composé en 1982, avec paroles de Alan et Marilyn Bergman, pour voix seule, chœur et orchestre. |
| 1982          | America, The Dream Goes on                                                      | 1983       | John Williams/Boston Pops – Boston | 2009         | Let Freedom Sing! - An Independence Celebration (Steve Cramer) | Composé en 1982, avec paroles de Alan et Marilyn Bergman, pour voix seule, chœur et orchestre. |
| 1982          | America, The Dream Goes on                                                      | 1983       | John Williams/Boston Pops – Boston | 2009         | Encore Collection - The Many Sounds Of The Mormon Tabernacle Choir (Craig Jessop) | Composé en 1982, avec paroles de Alan et Marilyn Bergman, pour voix seule, chœur et orchestre. |
| 1984          | Olympic Fanfare and Theme                                                       | 1984-07-28 | John Williams/Los Angeles Philharmonic – Los Angeles | 1984         | The Official Music of the 1984 Games /The Official Music of the XIII Olympiad (Vinyle seulement, enregistrement original) (John Williams/Los Angeles studio orchestra)                                                                                      | Composé pour les Jeux olympiques d'été de 1984 à Los Angeles. |
| 1984          | Olympic Fanfare and Theme                                                       | 1984-07-28 | John Williams/Los Angeles Philharmonic – Los Angeles | 1990         | By Request… (John Williams/Boston Pops) | Composé pour les Jeux olympiques d'été de 1984 à Los Angeles. |
| 1984          | Olympic Fanfare and Theme                                                       | 1984-07-28 | John Williams/Los Angeles Philharmonic – Los Angeles | 1990         | Pomp & Pizazz (Erich Kunzel/Cincinnati Pops O) | Composé pour les Jeux olympiques d'été de 1984 à Los Angeles. |
| 1984          | Olympic Fanfare and Theme                                                       | 1984-07-28 | John Williams/Los Angeles Philharmonic – Los Angeles | 1996         | Summon the Heroes (John Williams/Boston Pops) (medley incluant la pièce 'Bugler's Dream' composée par Leo Arnaud) | Composé pour les Jeux olympiques d'été de 1984 à Los Angeles. |
| 1984          | Olympic Fanfare and Theme                                                       | 1984-07-28 | John Williams/Los Angeles Philharmonic – Los Angeles | 2002         | The Dream Goes On (Ralph M. Gambone/United States Navy Band & Sea Chanters Chorus) | Composé pour les Jeux olympiques d'été de 1984 à Los Angeles. |
| 1984          | Olympic Fanfare and Theme                                                       | 1984-07-28 | John Williams/Los Angeles Philharmonic – Los Angeles | 2004         | Gomalan Brass Quintet | Composé pour les Jeux olympiques d'été de 1984 à Los Angeles. |
| 1984          | Olympic Fanfare and Theme                                                       | 1984-07-28 | John Williams/Los Angeles Philharmonic – Los Angeles | 2015         | A John Williams Celebration (Gustavo Dudamel/Los Angeles Philharmonic Orchestra) (DVD & Blu-Ray) | Composé pour les Jeux olympiques d'été de 1984 à Los Angeles. |
| 1984          | Olympic Fanfare and Theme                                                       | 1984-07-28 | John Williams/Los Angeles Philharmonic – Los Angeles | 2016         | Beecher Variations (Buffalo Silver Band, Bill Cocca) | Composed for the 1984 Summer Olympic Games in Los Angeles |
| 1984          | Olympic Fanfare and Theme                                                       | 1984-07-28 | John Williams/Los Angeles Philharmonic – Los Angeles | 2018         | John Williams: At The Movies (Dallas Winds, Jerry Junkin) | Composed for the 1984 Summer Olympic Games in Los Angeles |
| 1985          | Concerto for Tuba and Orchestra                                                 | 1985-05-08 | John Williams/Boston Pops – Chester Schimtz, Tuba – Boston | 2002         | 20th Century Concerti (David Snell/Foundation Philharmonic) | Composé en 1985 pour le centenaire du Boston Pops. |
| 1985          | Concerto for Tuba and Orchestra                                                 | 1985-05-08 | John Williams/Boston Pops – Chester Schimtz, tuba – Boston | 2004         | New Music from Bowling Green, Vol. 3 (Emily Freeman Brown/Bowling Green Philharmonia) | Composé en 1985 pour le centenaire du Boston Pops. |
| 1985          | Concerto for Tuba and Orchestra                                                 | 1985-05-08 | John Williams/Boston Pops – Chester Schimtz, tuba – Boston | 2005         | Works for Bass Trombone (version révisée du 'Concerto for Bass Trombone') (Charles Vernon, trombone basse/Eric Ewazen, piano) | Composé en 1985 pour le centenaire du Boston Pops. |
| 1985          | Concerto for Tuba and Orchestra                                                 | 1985-05-08 | John Williams/Boston Pops – Chester Schimtz, tuba – Boston | 2008         | 20th Century Tuba Concertos (Oysten Baadsvik/Singapore Symphony Orchestra) | Composé en 1985 pour le centenaire du Boston Pops. |
| 1985          | Concerto for Tuba and Orchestra                                                 | 1985-05-08 | John Williams/Boston Pops – Chester Schimtz, tuba – Boston | 2014         | On the Way: Works for Tuba (Andreas Martin Hofmeir/Münchner Philharmoniker/Andrew Manze) | Composé en 1985 pour le centenaire du Boston Pops. |
| 1985          | Concerto for Tuba and Orchestra                                                 | 1985-05-08 | John Williams/Boston Pops – Chester Schimtz, tuba – Boston | 2016         | Mr. Tuba (Setsuko Ohori, Shimpei Tsugita, Tomohiro Nishikubo, Eijiro Nakagawa, Susumu Ogino) | Composé en 1985 pour le centenaire du Boston Pops. |
| 1985          | Concerto for Tuba and Orchestra                                                 | 1985-05-08 | John Williams/Boston Pops – Chester Schimtz, tuba – Boston | 2017         | New York Philharmonic Orchestra - 175th Anniversay - 2016/2017 Season (Bray, Baer/New York Philh. O/Gilbert, Robertson) | Composé en 1985 pour le centenaire du Boston Pops. |
| 1986          | Liberty Fanfare                                                                 | 1986-07-04 | John Williams/Boston Pops – New York | 1988         | American Jubilee (Erich Kunzel/Cincinnati Pops O) | Composé pour le centenaire de la statue de la Liberté en 1986. |
| 1986          | Liberty Fanfare                                                                 | 1986-07-04 | John Williams/Boston Pops – New York | 1990         | By Request… (John Williams/Boston Pops) | Composé pour le centenaire de la statue de la Liberté en 1986. |
| 1986          | Liberty Fanfare                                                                 | 1986-07-04 | John Williams/Boston Pops – New York | 1997         | America, the Dream Goes on (Andrew Lane/Orlando Pops) | Composé pour le centenaire de la statue de la Liberté en 1986. |
| 1986          | Liberty Fanfare                                                                 | 1986-07-04 | John Williams/Boston Pops – New York | 1998         | Victory At Sea (United States Navy Band) | Composé pour le centenaire de la statue de la Liberté en 1986. |
| 1986          | Liberty Fanfare                                                                 | 1986-07-04 | John Williams/Boston Pops – New York | 1999         | A Splash Of Pops (Keith Lockhart/Boston Pops Orchestra) | Composé pour le centenaire de la statue de la Liberté en 1986. |
| 1986          | Liberty Fanfare                                                                 | 1986-07-04 | John Williams/Boston Pops – New York | 2001         | A Patriotic Salute To The Military Family | Composé pour le centenaire de la statue de la Liberté en 1986. |
| 1986          | Liberty Fanfare                                                                 | 1986-07-04 | John Williams/Boston Pops – New York | 2001         | London International Tattoo 2000 (Vladimir Yaskevich) | Composé pour le centenaire de la statue de la Liberté en 1986. |
| 1986          | Liberty Fanfare                                                                 | 1986-07-04 | John Williams/Boston Pops – New York | 2002         | American Classics - An American Salute - Spirit Of The Nation | Composé pour le centenaire de la statue de la Liberté en 1986. |
| 1986          | Liberty Fanfare                                                                 | 1986-07-04 | John Williams/Boston Pops – New York | 2007         | Liberty For All! (Lewis J. Buckley/United States Coast Guard Band) | Composé pour le centenaire de la statue de la Liberté en 1986. |
| 1986          | Liberty Fanfare                                                                 | 1986-07-04 | John Williams/Boston Pops – New York | 2008         | Ceremonial Music (United States Air Force Heritage Of America Band) | Composé pour le centenaire de la statue de la Liberté en 1986. |
| 1986          | Liberty Fanfare                                                                 | 1986-07-04 | John Williams/Boston Pops – New York | 2010         | 2009 Midwest Clinic: Symphonic Wind Orchestra "la Armonica" (Frank De Vuyst) | Composé pour le centenaire de la statue de la Liberté en 1986. |
| 1986          | Liberty Fanfare                                                                 | 1986-07-04 | John Williams/Boston Pops – New York | 2012         | John Williams: Greatest Hits (Evan Christ) | Composé pour le centenaire de la statue de la Liberté en 1986. |
| 1986          | Liberty Fanfare                                                                 | 1986-07-04 | John Williams/Boston Pops – New York | 2016         | 2016 Illinois Music Educators Association (ILMEA): Honors Band & All-State Band [Live] (Illinois Honors Band, Illinois All-State Ch., Illinois Combined Honors Ens., Illinois All-State Band, Illinois Combined All-State Ens., Linda Moorhouse, John Bell) | Composé pour le centenaire de la statue de la Liberté en 1986. |
| 1986          | Liberty Fanfare                                                                 | 1986-07-04 | John Williams/Boston Pops – New York | 2017         | 2016 Midwest Clinic: Tokyo Geidai Wind Orchestra (Tokyo Geidai Wind Orchestra/Yamamoto); Arrangement for Wind Ensemble | Composé pour le centenaire de la statue de la Liberté en 1986. |
| 1987          | We're Lookin' Good!                                                             | 1987-05-05 | John Williams/Boston Pops – Boston | 1992         | Quality Plus (P.R. Evans/The Band of the Corps of Royal Engineers) | Composé en 1987 pour les Jeux olympiques spéciaux, paroles de Alan et Marilyn Bergman. |
| 1987          | We're Lookin' Good!                                                             | 1987-05-05 | John Williams/Boston Pops – Boston | 2000         | Esprit ("The Commandant’s Own" US Marine Drum & Bugle Corps); Arrangement for Drum and Bugle Corps. | Composé en 1987 pour les Jeux olympiques spéciaux, paroles de Alan et Marilyn Bergman. |
| 1987          | A Hymn to New England                                                           | 1987-05-05 | John Williams/Boston Pops – Boston | 1997         | American Visions (Keith Lockhart/Boston Pops) | Composé en 1987 pour le théâtre Omni de Boston. |
| 1987          | A Hymn to New England                                                           | 1987-05-05 | John Williams/Boston Pops – Boston | 2001         | 2000 Midwest Clinic ( Charles T. Menghini/Vandercook College Of Music Symphonic Band) | Composé en 1987 pour le théâtre Omni de Boston. |
| 1987          | A Hymn to New England                                                           | 1987-05-05 | John Williams/Boston Pops – Boston | 2002         | American Journey (John Williams/Recording Arts Orchestra of Los Angeles) | Composé en 1987 pour le théâtre Omni de Boston. |
| 1987          | A Hymn to New England                                                           | 1987-05-05 | John Williams/Boston Pops – Boston | 2015         | John Williams For Winds – Music for Cinema and Beyond (The United States Coast Guard Band, Captain Kenneth W. Megan) (Streaming gratuit) | Composé en 1987 pour le théâtre Omni de Boston. |
| 1987          | A Hymn to New England                                                           | 1987-05-05 | John Williams/Boston Pops – Boston | 2017         | Journeys (The United States Air Force Band/Lang) | Composed in 1987 for the Omni Theatre, Boston |
| 1988          | For New York (To Lenny!, To Lenny!) (Variations on Themes by Leonard Bernstein) | 1988       | Tanglewood | 2002         | American Journey (John Williams/Recording Arts Orchestra of Los Angeles) | Composé en 1988 pour les célébrations entourant le 70e anniversaire de Leonard Bernstein à Tanglewood. |
| 1988          | For New York (To Lenny!, To Lenny!) (Variations on Themes by Leonard Bernstein) | 1988       | Tanglewood | 2018         | Bernstein: Marin Alsop's Complete Naxos Recordings (Sao Paulo SO/Alsop) | Composé en 1988 pour les célébrations entourant le 70e anniversaire de Leonard Bernstein à Tanglewood. |
| 1988          | Olympic Spirit (NBC Sports Theme)                                               | 1988       | | 1988         | The 1988 Summer Olympics Album – Original Recording | Commande de NBC pour la diffusion des Jeux olympiques de Séoul en 1988. |
| 1988          | Olympic Spirit (NBC Sports Theme)                                               | 1988       | | 1996         | Summon the Heroes (John Williams/Boston Pops) | Commande de NBC pour la diffusion des Jeux olympiques de Séoul en 1988. |
| 1989          | Winter Games Fanfare                                                            |            | | 2006         | John Williams: The Denver Brass (Kenneth Singleton/Denver Brass) | Composé en 1989 pour le Championnat du monde de ski alpin à Vail au Colorado. |
| 1990          | Celebrate Discovery                                                             | 1990-07-04 | John Williams/Boston Pops Esplanade Orchestra – Tanglewood | 2002         | American Journey (John Williams/Recording Arts Orchestra of Los Angeles) | Composé en 1990 pour les célébrations entourant le 500e anniversaire de l'expédition de Christophe Colomb en Amérique. |
| 1991          | Concerto for Clarinet and Orchestra                                             | 1991-04-13 | John Williams/Riverside County Philharmonic – Michele Zukovsky, clarinette – Los Angeles                                                                                              | 2005         | John Williams: Clarinet Concerto (John Williams/Los Angeles Philharmonic – Michele Zukovsky, clarinette, enregistré en 1991); Réédité pour téléchargement numérique en 2010, Michele Zukovsky.                                                              | Composé en 1991 pour Michele Zukovsky, première clarinette solo au LA Philharmonic. |
| 1992          | Fanfare for Prince Philip (Aloft… To the Royal Masthead)                        | 1992-07-13 | John Williams/Boston Pops | 2011         | Sound the Bells! – American Premières for Brass (Alasdair Neale/The Bay Brass) (version originale pour cuivres et percussions) | Composé en 1992 pour la visite du Prince Philippe à Boston, à la demande de Frances Fahnstock. |
| 1993          | Sound the Bells!                                                                | 1993-06-10 | John Williams/Boston Pops – Japan | 2002         | American Journey (John Williams/Recording Arts Orchestra of Los Angeles) | Composé en 1993 pour le Memorial Day, offert en cadeau de mariage à la princesse japonaise Masako. |
| 1993          | Sound the Bells!                                                                | 1993-06-10 | John Williams/Boston Pops – Japan | 2011         | Sound The Bells - A Holiday Celebration (United States Army Field Band) | Composé en 1993 pour le Memorial Day, offert en cadeau de mariage à la princesse japonaise Masako. |
| 1993          | Sound the Bells!                                                                | 1993-06-10 | John Williams/Boston Pops – Japan | 2011         | Sound the Bells! – American Premières for Brass (Original Version for Brass and Percussion) (Alasdair Neale/The Bay Brass) | Composé en 1993 pour le Memorial Day, offert en cadeau de mariage à la princesse japonaise Masako. |
| 1993          | Sound the Bells!                                                                | 1993-06-10 | John Williams/Boston Pops – Japan | 2016         | 2016 Pennsylvania Music Educators Association (PMEA): All-State Wind Ensemble & All-State Concert Band [Live] (Pennsylvania All-State Wind Ens., Pennsylvania All-State Concert Band, Emily Threinen, Shannon Kitelinger)                                   | Composé en 1993 pour le Memorial Day, offert en cadeau de mariage à la princesse japonaise Masako. |
| 1993          | Sound the Bells!                                                                | 1993-06-10 | John Williams/Boston Pops – Japan | 2016         | 2016 Texas Music Educators Association (TMEA): Aledo High School Wind Ensemble (Live) (Aledo High School Wind Ens., Joey Paul, Jolette Wine, Keith Bearden, Olivia Ramirez, Jake Albin)                                                                     | Composed on 1993 Memorial Day for brass and percussion, as a wedding gift to the Japanese princess Masako |
| 1993          | Concerto for Bassoon and Orchestra (The Five Sacred Trees)                      | 1995-04-15 | Kurt Masur/New York Philharmonic – Judith LeClair, basson | 1997         | John Williams: The Five Sacred Trees (John Williams/London Symphony – Judith LeClair, basson) | Composé en 1993 pour les célébrations entourant le 150e anniversaire du New York Philharmonic. |
| 1993          | Concerto for Bassoon and Orchestra (The Five Sacred Trees)                      | 1995-04-15 | Kurt Masur/New York Philharmonic – Judith LeClair, basson | 2015         | Digital Release (Leonard Slatkin/Detroit Symphony – Robert Williams, basson) | Composé en 1993 pour les célébrations entourant le 150e anniversaire du New York Philharmonic. |
| 1994          | Satellite Celebration (Song for World Peace), rev. 2002                         | 1995-01-01 | Seiji Ozawa/Saito Kinen – Avec Isaac Stern, violon et Yo-Yo Ma, violoncelle – Tokyo                                                                                                   | 2002         | American Journey (John Williams/Recording Arts Orchestra of Los Angeles) | Composé en 1994 pour la télédiffusion des célébrations du nouvel an 1995, à la demande de Seiji Ozawa. |
| 1994          | Concerto for Cello and Orchestra                                                | 1994-07-07 | John Williams/Boston Symphony Orchestra – Yo-Yo Ma, violoncelle – Tanglewood | 2002         | Yo-Yo Ma Plays the Music of John Williams (John Williams/Recording Arts Orchestra of Los Angeles – Yo-Yo Ma, violoncelle) | Composé en 1994 pour l'inauguration du Seiji Ozawa Hall à Tanglewood. |
| 1994          | Concerto for Cello and Orchestra, rev. 2012                                     | 1994-07-07 | John Williams/Boston Symphony Orchestra – Yo-Yo Ma, violoncelle – Tanglewood | 2015         | Digital Release (Leonard Slatkin/Detroit Symphony – Robert DeMaine, violoncelle) | Composé en 1994 pour l'inauguration du Seiji Ozawa Hall à Tanglewood. |
| 1995          | Variations on Happy Birthday                                                    | 1995-07-23 | John Williams/Boston Symphony Orchestra – Tanglewood | 2012         | A Tribute to John Williams: A 80th Birthday Celebration (John Williams/Recording Arts Orchestra of Los Angeles) | Composé en 1995 pour l'anniversaire de Yo-Yo Ma, Itzhak Perlman et Seiji Ozawa. |
| 1995          | Summon the Heroes                                                               | 1996-07-19 | John Williams/Atlanta Symphony – Atlanta | 1996         | Summon the Heroes (John Williams/Boston Pops); Même enregistrement sur 'American Journey' (John Williams/Boston Pops), 2002. | Composé en 1995 pour le centenaire des Jeux olympiques à Atlanta en 1996. Dédié à Tim Morrison, première trompette solo au Boston Symphony Orchestra. |
| 1995          | Summon the Heroes                                                               | 1996-07-19 | John Williams/Atlanta Symphony – Atlanta | 2000         | Waterloo (Capt. R. Wayne Hopla/The King's Division Waterloo Band) | Composé en 1995 pour le centenaire des Jeux olympiques à Atlanta en 1996. Dédié à Tim Morrison, première trompette solo au Boston Symphony Orchestra. |
| 1995          | Summon the Heroes                                                               | 1996-07-19 | John Williams/Atlanta Symphony – Atlanta | 2002         | Summon The Heroes (Capt. J.R. Young/Royal Lancers Band) | Composé en 1995 pour le centenaire des Jeux olympiques à Atlanta en 1996. Dédié à Tim Morrison, première trompette solo au Boston Symphony Orchestra. |
| 1995          | Summon the Heroes                                                               | 1996-07-19 | John Williams/Atlanta Symphony – Atlanta | 2008         | Call To Duty (Finley R. Hamilton /United States Army Field Band & Soldiers' Chorus) | Composé en 1995 pour le centenaire des Jeux olympiques à Atlanta en 1996. Dédié à Tim Morrison, première trompette solo au Boston Symphony Orchestra. |
| 1995          | Summon the Heroes                                                               | 1996-07-19 | John Williams/Atlanta Symphony – Atlanta | 2008         | From Sea To Shining Sea (Dana Rodgers, Charles Osgood, James Burchfiel, Timothy Morrison) | Composé en 1995 pour le centenaire des Jeux olympiques à Atlanta en 1996. Dédié à Tim Morrison, première trompette solo au Boston Symphony Orchestra. |
| 1995          | Summon the Heroes                                                               | 1996-07-19 | John Williams/Atlanta Symphony – Atlanta | 2010         | Pershing's Own (United States Army Band "Pershing's Own") | Composé en 1995 pour le centenaire des Jeux olympiques à Atlanta en 1996. Dédié à Tim Morrison, première trompette solo au Boston Symphony Orchestra. |
| 1995          | Summon the Heroes                                                               | 1996-07-19 | John Williams/Atlanta Symphony – Atlanta | 2011         | Stength Of The Nation (United States Army Field Band) | Composé en 1995 pour le centenaire des Jeux olympiques à Atlanta en 1996. Dédié à Tim Morrison, première trompette solo au Boston Symphony Orchestra. |
| 1995          | Summon the Heroes                                                               | 1996-07-19 | John Williams/Atlanta Symphony – Atlanta | 2011         | Summon The Heroes (Band Of H.m. Royal Marines) | Composé en 1995 pour le centenaire des Jeux olympiques à Atlanta en 1996. Dédié à Tim Morrison, première trompette solo au Boston Symphony Orchestra. |
| 1995          | Summon the Heroes                                                               | 1996-07-19 | John Williams/Atlanta Symphony – Atlanta | 2011         | Chimes Of Liberty (Truman W. Crawford/United States Marine Drum & Bugle Corps) | Composé en 1995 pour le centenaire des Jeux olympiques à Atlanta en 1996. Dédié à Tim Morrison, première trompette solo au Boston Symphony Orchestra. |
| 1995          | Summon the Heroes                                                               | 1996-07-19 | John Williams/Atlanta Symphony – Atlanta | 2013         | Take One (Vienna Brass Connection) | Composé en 1995 pour le centenaire des Jeux olympiques à Atlanta en 1996. Dédié à Tim Morrison, première trompette solo au Boston Symphony Orchestra. |
| 1995          | Summon the Heroes                                                               | 1996-07-19 | John Williams/Atlanta Symphony – Atlanta | 2015         | John Williams For Winds – Music for Cinema and Beyond (The United States Coast Guard Band, Captain Kenneth W. Megan) (Streaming gratuit) | Composé en 1995 pour le centenaire des Jeux olympiques à Atlanta en 1996. Dédié à Tim Morrison, première trompette solo au Boston Symphony Orchestra. |
| 1996          | Concerto for Trumpet and Orchestra                                              | 1996-10    | Christoph von Dohnányi/Cleveland Orchestra – Michael Sachs, trompette | 2002         | John Williams Trumpet Concerto featuring Arturo Sandoval recording (Ronald Feldman/London Symphony) | Composé en 1996 pour Michael Sachs, première trompette solo au Cleveland Orchestra. |
| 1996          | Concerto for Trumpet and Orchestra                                              | 1996-10    | Christoph von Dohnányi/Cleveland Orchestra – Michael Sachs, trompette | 2013         | Concertos for Trumpet and Orchestra (Jouko Harjanne/Finnish Radio Symphony Orchestra) | Composé en 1996 pour Michael Sachs, première trompette solo au Cleveland Orchestra. |
| 1996          | Concerto for Trumpet and Orchestra                                              | 1996-10    | Christoph von Dohnányi/Cleveland Orchestra – Michael Sachs on Trumpet | 2017         | 2016 Midwest Clinic: "The President's Own" United States Marine Band – Concert One (United States Marine Band/Fettig, Foley, Colburn); Arrangement for Trumpet & Wind Ensemble                                                                              | Composed in 1996 for Michael Sachs, first trumpet of the Cleveland Orchestra |
| 1997          | Elegy for Cello and Piano, rev. 2002                                            | 1997       | Première par John Williams, piano et John Waltz, violoncelle. Plus tard arrangé pour violoncelle et orchestre.                                                                        | 2002         | Yo-Yo Ma Plays the Music of John Williams (John Williams/Recording Arts Orchestra of Los Angeles – Yo-Yo Ma, violoncelle) | Composé en 1997 pour un service funèbre à Los Angeles. D'après un thème secondaire de Sept ans au Tibet. |
| 1997          | Elegy for Cello and Piano, rev. 2002                                            | 1997       | Premiered by John Williams, piano et John Waltz, violoncelle. Plus tard arrangé pour violoncelle et orchestre.                                                                        | 2013         | We'll Paint You a Rainbow (le Angeli Ensemble dirigé par Michael Nowak, avec Lynn Harrell au violoncelle) | Composé en 1997 pour un service funèbre à Los Angeles. Basé sur un thème secondaire de Sept ans au Tibet. |
| 1999          | American Journey (The Unfinished Journey – Celebration 2000)                    | 1999-12-31 | John Williams/Boston Symphony Orchestra – Tanglewood | 2002         | American Journey (John Williams/Recording Arts Orchestra of Los Angeles) | Composé originellement pour la bande originale du court métrage documentaire « The Unfinished Journey » de Steven Spileberg. Adapté ensuite en une œuvre comprenant six mouvements : ‘Immigration and Building’, ‘The Country at War’, ‘Popular Entertainment’, ‘Sports and Celebrities’, ‘Civil Rights and The Woman’s Movement’ et ‘Technology and Flight’. |
| 1999          | American Journey (The Unfinished Journey – Celebration 2000)                    | 1999-12-31 | John Williams/Boston Symphony Orchestra – Tanglewood | 2010         | Gardens Of Stone (United States Coast Guard Band) | Composé originellement pour la bande originale du court métrage documentaire « The Unfinished Journey » de Steven Spileberg. Adapté ensuite en une œuvre comprenant six mouvements : ‘Immigration and Building’, ‘The Country at War’, ‘Popular Entertainment’, ‘Sports and Celebrities’, ‘Civil Rights and The Woman’s Movement’ et ‘Technology and Flight’. |
| 1999          | American Journey (The Unfinished Journey – Celebration 2000)                    | 1999-12-31 | John Williams/Boston Symphony Orchestra – Tanglewood | 2013         | American Journeys (arr. de Paul Lavender, Kenneth W. Megan Jr./U.s. Coast Guard Band) | Composé originellement pour la bande originale du court métrage documentaire « The Unfinished Journey » de Steven Spileberg. Adapté ensuite en une œuvre comprenant six mouvements : ‘Immigration and Building’, ‘The Country at War’, ‘Popular Entertainment’, ‘Sports and Celebrities’, ‘Civil Rights and The Woman’s Movement’ et ‘Technology and Flight’. |
| 1999          | American Journey (The Unfinished Journey – Celebration 2000)                    | 1999-12-31 | John Williams/Boston Symphony Orchestra – Tanglewood | 2016         | (Excerpt) Midwest Clinic 2015: The U.S. Army Orchestra (Michael Ford (tenor), Manuel Bobenrieth (accordion), Terry Bingham (trumpet), United States Army O, Treg Ancelent, Anthony Maiello, Timothy J. Holtan)                                              | Originally composed as the score for the Steven Spielberg short documentary The Unfinished Journey. Subsequently, adapted as a concert work in 6 movements: ‘Immigration and Building’, ‘The Country at War’, ‘Popular Entertainment’, ‘Sports and Celebrities’, ‘Civil Rights and The Woman’s Movement’ and ‘Technology and Flight’                          |
| 2000          | Three Pieces for Solo Cello                                                     | 2002-08-04 | John Williams/Boston Symphony Orchestra – Tanglewood | 2002         | Yo-Yo Ma Plays the Music of John Williams (John Williams/Recording Arts Orchestra of Los Angeles – Yo-Yo Ma, violoncelle) | Composé en 2000 pour Yo-Yo Ma. |
| 2000          | Three Pieces for Solo Cello                                                     | 2002-08-04 | John Williams/Boston Symphony Orchestra – Tanglewood | 2013         | Composing Without The Picture (Richard Harwood, Solo Cello; Digital release) | Composé en 2000 pour Yo-Yo Ma. |
| 2000          | TreeSong for Violin and Orchestra                                               | 2000-07-08 | John Williams/Boston Symphony Orchestra – Gil Shaham, violon | 2001         | Treesong (John Williams/Boston Symphony Orchestra – Gil Shaham, violon) | Composé en 2000 pour Gil Shaham. |
| 2001          | Heartwood: Lyric Sketches for Cello and Orchestra                               | 2002-08-04 | John Williams/Boston Symphony Orchestra – Yo-Yo Ma, violoncelle – Boston | 2002         | Yo-Yo Ma Plays the Music of John Williams (John Williams/Recording Arts Orchestra of Los Angeles – Yo-Yo Ma, violoncelle) | Composé en 2001 pour Yo-Yo Ma. |
| 2001          | Call of the Champions                                                           | 2002-02-08 | John Williams/Utah Symphony and Mormon Tabernacle Choir – Salt Lake City | 2002         | American Journey (John Williams/Recording Arts Orchestra of Los Angeles) | Composé à la fin de 2001 pour les Jeux olympiques d'hiver de 2002 à Salt Lake City. |
| 2001          | Call of the Champions                                                           | 2002-02-08 | John Williams/Utah Symphony and Mormon Tabernacle Choir – Salt Lake City | 2015         | Air Force Blue (Larry H. Lang/United States Air Force Band, United States Air Force Singing Sergeants) | Composé à la fin de 2001 pour les Jeux olympiques d'hiver de 2002 à Salt Lake City. |
| 2002          | Escapades, concerto for alto saxophone & orchestra                              |            | | 2009         | American Spectrum (Branford Marsalis and the North Carolina Symphony Orchestra dirigé par Grant Llewellyn) | D'après un thème de Catch Me If You Can. |
| 2002          | Escapades, concerto for alto saxophone & orchestra                              |            | | 2013         | Intrinsic Versatility (Miles Osland, clarinette; Miles Osland, flute; Vince DiMartino, bugle; Vince DiMartino, trompette); Raleigh Dailey, piano); Miles Osland, saxophone) (arr. pour petit ensemble)                                                      | D'après un thème de Catch Me If You Can. |
| 2002          | Escapades, concerto for alto saxophone & orchestra                              |            | | 2013         | Catch Me If You Can (Amy Dickson, saxophone) | D'après un thème de Catch Me If You Can. |
| 2002          | Escapades, concerto for alto saxophone & orchestra                              |            | | 2013         | Escapades (Jan Schulte-Bunert, saxophone) | D'après un thème de Catch Me If You Can. |
| 2002          | Escapades, concerto for alto saxophone & orchestra                              |            | | 2015         | John Williams For Winds – Music for Cinema and Beyond (The United States Coast Guard Band, Captain Kenneth W. Megan) (Streaming gratuit) | D'après un thème de Catch Me If You Can. |
| 2002          | Escapades, concerto for alto saxophone & orchestra                              |            | | 2015         | A John Williams Celebration (Gustavo Dudamel/Los Angeles Philharmonic Orchestra) (DVD & Blu-Ray) | D'après un thème de Catch Me If You Can. |
| 2002          | Escapades, concerto for alto saxophone & orchestra                              |            | | 2017         | The Spielberg/Williams Collaboration Part III (John Williams/Recording Arts O of LA) | Originally composed as the score for the Steven Spielberg movie Catch Me If you Can. Subsequently, adapted as a concert work in 3 movements: 'Closing In', 'Reflections', 'Joy ride' |
| 2003          | Soundings                                                                       | 2003-10-25 | John Williams/Los Angeles Philhamonic | 2015         | A John Williams Celebration (Gustavo Dudamel/Los Angeles Philharmonic Orchestra; Itzhak Perlman, violon) (DVD & Blu-Ray) | Composé pour le Walt Disney Concert Hall |
| 2003          | Concerto for Horn and Orchestra                                                 | 2003-11-29 | John Williams/Chicago Symphony Orchestra – Dale Clevenger, cor – Chicago | 2010         | Digital Release (Leonard Slatkin/Detroit Symphony – Karl Pituch, cor) | Composé pour Dale Clevenger, premier corniste solo au Chicago Symphony Orchestra. |
| 2007          | Duo Concertante for Violin and Viola                                            | 2007-08-17 | John Williams/Boston Pops – Victor Romanul, violon – Michael Zaretsky, alto – Tanglewood                                                                                              | 2008         | Duos for Violin and Viola (Victor Romanul / Michael Zaretsky) | Composé pour Michael Zaretsky. |
| 2007?         | Violin Fantasy on Fiddler on the Roof (Cadenza and Variations)                  |            | | 2013         | Violin Showcase (Matthieu Arama, violon / Aurelien Pontier, piano) | |
| 2007?         | Violin Fantasy on Fiddler on the Roof (Cadenza and Variations)                  |            | | 2015         | A John Williams Celebration (Gustavo Dudamel/Los Angeles Philharmonic Orchestra; Itzhak Perlman, violon) (DVD & Blu-Ray) | |
| 2007?         | Violin Fantasy on Fiddler on the Roof (Cadenza and Variations)                  |            | | 2016         | Fiddler On The Roof [2016 Broadway Cast] (performed by Itzhak Perlman, directed by Ted Sperling) | |
| 2009          | Air and Simple Gifts                                                            | 2009-01-20 | Yo-Yo Ma, violoncelle – Itzhak Perlman, violon – Gabriela Montero, piano – Anthony McGill, clarinette – Washington, DC                                                                | 2009         | John Williams: Air and Simple Gifts / Ma, McGill, Montero, Perlman; iTunes. | Composé pour l'investiture de Barack Obama. |
| 2009          | On Willows and Birches (Concerto for Harp and Orchestra)                        | 2009-09-23 | John Williams/Boston Symphony Orchestra – Boston | 2011         | Digital Release (Shi-Yeon Sung/Boston Symphony Orchestra - Ann Hobson Pilot, Harpe) | Composé pour Ann Hobson Pilot |
| 2009          | Stargazers, for harp and orchestra                                              | 2009-07-18 | John Williams/Boston Symphony Orchestra – Ann Hobson Pilot, harpe – Tanglewood | 2017         | Lights, Camera...Music! Six Decades of John Williams (Keith Lockhart/Boston Pops) | Oeuvre concernante pour harpe et orchestre inspirée de la pièce "E.T. and me" du film E.T. The Extra-Terrestrial |
| 2011          | Concerto for Oboe and Orchestra                                                 | 2011-05-25 | John Williams/Boston Pops – Keisuke Wakao, haut-bois – Boston | 2013         | Digital Release (John Williams/Boston Pops) | Composé pour Keisuke Wakao |
| 2012          | Fanfare for Fenway                                                              | 2012-04-20 | John Williams/Boston Pops – Fenway Park in Boston | 2013         | 2012 Midwest Clinic: The United States Air Force Band Chamber Ensembles | Composé pour les célébrations du 100e anniversaire de Fenway Park. |
| 2012          | Fanfare for Fenway                                                              | 2012-04-20 | John Williams/Boston Pops – Fenway Park in Boston | 2015         | John Williams For Winds – Music for Cinema and Beyond (The United States Coast Guard Band, Captain Kenneth W. Megan) (Streaming gratuit) | Composé pour les célébrations du 100e anniversaire de Fenway Park. |
| 2012          | Fanfare for Fenway                                                              | 2012-04-20 | John Williams/Boston Pops – Fenway Park in Boston | 2017         | Everything Beautiful (Anne Bither Reynolds, DePauw University Band, Craig Paré) | Composed in celebration of the 100th anniversary of Fenway Park. |
| 2012          | Rounds                                                                          | 2012-06-02 | Pablo Sáinz Villegas - Parkening International Guitar Competition, Malibu (Californie)                                                                                                | 2015         | Americano (Pablo Villegas, guitare) | Dédié avec une grande admiration à Christopher Parkening et le Parkening International Guitar Competition. |
| 2012          | Rounds                                                                          | 2012-06-02 | Pablo Sáinz Villegas - Parkening International Guitar Competition, Malibu (Californie)                                                                                                | 2016         | Meng (Meng Su, guitare). | Dédié avec une grande admiration à Christopher Parkening et le Parkening International Guitar Competition. |
| 2012          | Rounds                                                                          | 2012-06-02 | Pablo Sáinz Villegas - Parkening International Guitar Competition, Malibu (Californie)                                                                                                | 2016         | Rovshan Mamedkuliev – Guitar Recital (Rovshan Mamedkuliev, guitare). | Dédié avec une grande admiration à Christopher Parkening et le Parkening International Guitar Competition. |
| 2013          | Fanfare "For the President's Own"                                               | 2013-05-26 | Wolf Trap National Park for the Performing Arts in Fairfax County, Virginia (Michael J. Colburn/United States Marine Band)                                                            | 2014         | Be Glad Then, America (United States Marine Band) | Composée pour le 215e anniversaire du United States Marine Band. |
| 2013          | Fanfare "For the President's Own"                                               | 2013-05-26 | Wolf Trap National Park for the Performing Arts in Fairfax County, Virginia (Michael J. Colburn/United States Marine Band)                                                            | 2016         | American Voices (The US Air Force Concert Band) | Composée pour le 215e anniversaire du United States Marine Band. |
| 2013          | Fanfare "For the President's Own"                                               | 2013-05-26 | Wolf Trap National Park for the Performing Arts in Fairfax County, Virginia (Michael J. Colburn/United States Marine Band)                                                            | 2017         | Inventions (North Texas Wind Symphony/Corporon) | Composed for the 215th anniversary of the United States Marine Band. |
| 2013          | Fanfare "For the President's Own"                                               | 2013-05-26 | Wolf Trap National Park for the Performing Arts in Fairfax County, Virginia (Michael J. Colburn/United States Marine Band)                                                            | 2017         | 2016 Midwest Clinic: "The President's Own" United States Marine Band – Concert One (United States Marine Band/Fettig, Foley, Colburn) | Composed for the 215th anniversary of the United States Marine Band. |
| 2013          | Fanfare "For the President's Own"                                               | 2013-05-26 | Wolf Trap National Park for the Performing Arts in Fairfax County, Virginia (Michael J. Colburn/United States Marine Band)                                                            | 2017         | 2017 Texas Music Educators Association (TMEA): University of Texas at Arlington Wind Symphony (University of Texas Arlington Wind Symphony/Stotter, Evans)                                                                                                  | Composed for the 215th anniversary of the United States Marine Band. |
| 2013          | Conversations                                                                   | 2012-08-10 | Les deux premiers mouvements ont été créés par Gloria Cheng, le 10 août 2012 à Tanglewood. Les 3e et 4e mouvements ont été créés par Gloria Cheng, le 12 novembre 2013 à Los Angeles. | 2015         | Montage - Great Film Composers And The Piano (Gloria Cheng) | Composé pour Gloria Cheng |
| 2014          | Music for Brass                                                                 | 2014-06-12 | National Brass Ensemble, Sonoma County. | 2015         | Gabrieli: National Brass Ensemble | Composé pour le National Brass Ensemble |

### Discographie sélective de ses œuvres reprises par d'autres
- 1962 Themes To Remember - Top TV Themes And Background Music. Stanley Wilson, Decca
- 1962 Checkmate: Shelly Manne & His Men Play the Music of Johnny Williams from the TV Series. Arrangements par John Williams (Reissued in 2002, Contemporary Records; Reissued in 2014 with Bonus Tracks, Jazz Musts)
- 1962 The Theme From Ben Casey and the Top TV Themes From.... Valjean at the piano with orchestral accompaniment
- 1965 André Previn Plays Music Of The Young Hollywood Composers. RCA Victor
- 1972 Walter Matthau sings the love theme from 'Pete 'n' Tillie'. MCA Records
- 1973 Frank Sinatra – Ol' Blue Eyes Is Back. Reprise Records
- 1976 A Concert of Film Music. London Symphony Orchestra/Henry Mancini
- 1977 Music Inspired By Star Wars And Other Galactic Funk. Meco, Millennium (Reissued in 1999, Hip-O Records)
- 1978 Cinema Gala: Star Wars/Close Encounters of the Third Kind. Los Angeles Philharmonic Orchestra/Zubin Mehta
- 1978 John Williams: Close Encounters of the Third Kind/Star Wars. National Philharmonic Orchestra/Charles Gerhardt
- 1979 Digital Space. London Symphony Orchestra/Morton Gould (Reissued in 1985, Varèse Sarabande; Reissued in 2007 with previously unreleased material Morton Gould Conducts Film Score Classics And Rarities, Citadel Records)
- 1980 John Williams: The Empire Strikes Back. National Philharmonic Orchestra/Charles Gerhardt
- 1982 Flying (Theme from E.T.). London Symphony Orchestra/John Bell, Towerbell Records/UK SP
- 1983 John Williams: Return of the Jedi. National Philharmonic Orchestra/Charles Gerhardt
- 1983 John Williams: The Star Wars Trilogy. Utah Symphony Orchestra/Varujan Kojian (Reissued for digital download in 2013, Varèse Sarabande)
- 1984 Star Tracks. Cincinnati Pops Orchestra/Erich Kunzel
- 1984 Time Warp. Cincinnati Pops Orchestra/Erich Kunzel
- 1985 The Final Frontier - The Triple Album. London Symphony Orchestra/Roy Budd (Reissued in 1995 Big Screen Adventures; Reissued for digital download in 2014 "Film Classics, Vol. 1", Collins Classics)
- 1987 Hollywood’s Greatest Hits, Vol. I. Cincinnati Pops Orchestra/Erich Kunzel
- 1987 Star Tracks II. Cincinnati Pops Orchestra/Erich Kunzel
- 1989 Music From the Prince and the Pauper [and other film music]. National Philharmonic Orchestra/Charles Gerhardt
- 1989 Classic Marches. Saint Louis Symphony Orchestra/Leonard Slatkin
- 1990 Fantastic Journey. Cincinnati Pops Orchestra/Erich Kunzel
- 1990 The Best Of John Williams, Philharmonic Rock Orchestra/Richard Hayman
- 1991 Movie Love Themes. Cincinnati Pops Orchestra/Erich Kunzel
- 1994 The Great Fantasy Adventure Album. Cincinnati Pops Orchestra/Erich Kunzel
- 1995 Journey To The Stars: A Sci Fi Fantasy Adventure. Hollywood Bowl Orchestra/John Mauceri
- 1997 Beautiful Hollywood. Cincinnati Pops Orchestra/Erich Kunzel
- 1998 Midway. Royal Scottish National Orchestra/Rick Kentworth (Reissued for digital download in 2014, Varèse Sarabande)
- 1998 Superman: The Movie. Royal Scottish National Orchestra/John Debney (Reissued for digital download in 2014, Varèse Sarabande)
- 1998 Hollywood Nightmares. Hollywood Bowl Orchestra/John Mauceri
- 1998 Holiday Pops. Boston Pops Orchestra/Keith Lockhart
- 1998 Gustav Holst: The Planets; John Williams: Star Wars Suite; Richard Strauss: Also sprach Zarathustra . Los Angeles Philharmonic Orchestra/Zubin Mehta, Compilation (Reissued partially in 2012, Decca)
- 1999 Themes from The Phantom Menace and Other Film Hits. Royal Scottish National Orchestra/Frederic Talgorn
- 1999 Amazing Stories. Royal Scottish National Orchestra/Joel McNeely, John Debney
- 1999 The Great Movie Scores from the Films of Steven Spielberg. Cincinnati Pops Orchestra/Erich Kunzel
- 2000 Jaws. Royal Scottish National Orchestra/Joel McNeely (Reissued for digital download in 2014, Varèse Sarabande)
- 2000 Dallas Christmas Gala. Dallas SO & Chorus/Andrew Litton, David R. Davidson
- 2000 Devil's Dance. Gil Shaham & Jonathan Feldman
- 2000 Great Orchestral Marches. Edmonton Symphony Orchestra/Uri Mayer
- 2000 Hollywood Symphonic Concert - John Williams. Kanagawa Philharmonic Orchestra/Orie Suzuki
- 2000 Mega Movies. Cincinnati Pops Orchestra/Erich Kunzel
- 2001 Greatest Science Fiction Hits IV. Neil Norman And His Cosmic Orchestra
- 2003 John Williams: 40 Years of Film Music. Orchestre philharmonique de Prague (2-CD Set, compilation)
- 2003 Epics. Cincinnati Pops Orchestra/Erich Kunzel
- 2005 Kreisler, Paganini, Sarasate, Wieniawski. Maxim Vengerov
- 2005 Music from the Films of Steven Spielberg. Orchestre philharmonique de Prague (2-CD Set, compilation)
- 2006 Great Film Fantasies. Cincinnati Pops Orchestra/Erich Kunzel
- 2007 Movie Legends John Williams. Royal Philharmonic Orchestra
- 2007 Symphonic Brass. The Black Dyke Mills Band/Nicholas J. Childs
- 2008 The Six Star Wars Films. Orchestre philharmonique de Prague
- 2009 Filmharmonic. Royal Philharmonic Orchestra (3-CD Set)
- 2009 A Family Christmas. Royal Scottish National Orchestra & Junior Chorus/Christopher Bell
- 2009 The Hollywood Flute of Louise Di Tullio. Sinfonia Toronto/Ronald Royer
- 2009 Alexandre Da Costa: Schindler's List. Bienne Symphonic Orchestra/Thomas Rösner
- 2010 Moviebrass - West Side Story Suite, Space Brass. Gomalan Brass Quintet
- 2010 Schönbrunn 2010 - Moon, Planets, Stars. Vienna Philharmonic Orchestra/Franz Welser-Möst
- 2011 Portals. St. Petersburg Symphony Orchestra/Vladimir Lande
- 2012 The Complete Harry Potter Film Music Collection. Orchestre philharmonique de Prague (2-CD Set)
- 2012 The Music of John Williams: The Definitive Collection. Orchestre philharmonique de Prague (6-CD Set, compilation)
- 2012 Barber, Korngold: Violin Concertos. Alexander Gilman
- 2012 John Williams Greatest Hits. Philharmonisches Orchester des Staatstheaters Cottbus/Evan Christ
- 2012 Silence on joue!/A Time for Us. Angèle Dubeau & La Pietà
- 2013 La Creation Du Monde. Swedish Wind Ensemble/Christian Lindberg
- 2013 300. Ingolf Wunder.
- 2013 American Harp. Yolanda Kondonassis
- 2013 The Silver Violin. Nicola Benedetti
- 2013 Violin Showcase, Matthieu Arama
- 2013 Nigunim: Hebrew Melodies. Gil Shaham, Orla Shaham.
- 2013 My First Decade. Nicola Benedetti.
- 2014 Eventide. Voces8.
- 2014 Escape to Paradise. Daniel Hope, TodtenhaupAmmon, Sting/Royal Stockholm Philh. O, Quintet of the Deutsches Kammerorchester Berlin/Shelley.
- 2015 Music from The Star Wars Saga. Orchestre philharmonique de Prague (Selections from the 2012 compilation The Definitive Collection)
- 2015 Schindler's List: The Film Music of John Williams. Elizabeth Hedman, Dan Redfeld
- 2015 Hollywood Blockbusters, Vol. 2. Royal Philharmonic Orchestra/Nic Raine
- 2015 Waldbühne 2015. Berliner Philharmoniker/Simon Rattle
- 2015 Sixty-Eight Annual Midwest Clinic 2014. Carmel High School Symphony Orchestra/Soo Han, Margaret Hite, Elisabeth Ohly-Davis, Dr. Robert Gillespie, Michael Pote
- 2015 On A Lighter Note. Frikki Walker.
- 2015 Journey East. Nemanja Radulovic.
- 2016 Silence on joue: Take 2. Angèle Dubeau & La Pietà
- 2017 Lights, Camera...Music! Six Decades of John Williams. Boston Pops Orchestra/Keith Lockhart
- 2017 Sommernachtskonzert (Summer Night Concert) 2017. Vienna Philharmonic Orchestra/Christoph Eschenbach.
- 2017 John Williams: Themes and Transcriptions for Piano. Arrangements par John Williams & Simone Pedroni. Simone Pedroni, piano
- 2018 John Williams: A Life in Music. London Symphony Orchestra/Gavin Greenaway.
- 2018 The Genius of Film Music - Hollywood 1980s-2000s. London Symphony Orchestra/Dirk Brossé.
- 2019 Celebrating John Williams. Los Angeles Philharmonic/Gustavo Dudamel (2 CD)